# Lista de asteroides (405001-406000)
Esta é uma lista parcial de asteroides, do asteroide número 405001 até o 406000, inclusive. Veja também o índice com todas as listas disponíveis.

| Objeto Próximos à Terra | Cinturão de asteroides (interno) | Cinturão de asteroides (externo) | Centauro       |
| Cruzador de Marte       | Cinturão de asteroides (meio)    | Troianos de Júpiter              | Transnetuniano |

Veja mais dados de cada asteroide na ligação externa para o Minor Planet Center na última coluna.
Índice: 405001... 405101... 405201... 405301... 405401... 405501... 405601... 405701... 405801... 405901... 

## 405001–405100
| Designação | Designação | Descoberta  | Descoberta    | Descobridor(es) | Categoria | Mais informações / Referência |
| Permanente | Provisória | Data        | Local         | Descobridor(es) | Categoria | Mais informações / Referência |
| ---------- | ---------- | ----------- | ------------- | --------------- | --------- | ----------------------------- |
| 405001     | 2000 SY334 | 26 set 2000 | Haleakalā     | NEAT            | —         | MPC                           |
| 405002     | 2000 SR365 | 21 set 2000 | Anderson Mesa | LONEOS          | —         | MPC                           |
| 405003     | 2000 TX25  | 1 out 2000  | Socorro       | LINEAR          | —         | MPC                           |
| 405004     | 2000 TU48  | 1 out 2000  | Socorro       | LINEAR          | —         | MPC                           |
| 405005     | 2000 UJ18  | 24 out 2000 | Socorro       | LINEAR          | —         | MPC                           |
| 405006     | 2000 UH70  | 25 out 2000 | Socorro       | LINEAR          | —         | MPC                           |
| 405007     | 2000 VJ19  | 1 nov 2000  | Socorro       | LINEAR          | —         | MPC                           |
| 405008     | 2000 VT41  | 1 nov 2000  | Socorro       | LINEAR          | —         | MPC                           |
| 405009     | 2000 VO53  | 3 nov 2000  | Socorro       | LINEAR          | —         | MPC                           |
| 405010     | 2000 WL13  | 21 nov 2000 | Socorro       | LINEAR          | —         | MPC                           |
| 405011     | 2000 WT80  | 20 nov 2000 | Socorro       | LINEAR          | —         | MPC                           |
| 405012     | 2000 WP170 | 24 nov 2000 | Anderson Mesa | LONEOS          | —         | MPC                           |
| 405013     | 2000 YK94  | 20 dez 2000 | Kitt Peak     | Spacewatch      | —         | MPC                           |
| 405014     | 2001 CZ28  | 2 fev 2001  | Anderson Mesa | LONEOS          | —         | MPC                           |
| 405015     | 2001 DW23  | 17 fev 2001 | Socorro       | LINEAR          | —         | MPC                           |
| 405016     | 2001 DD55  | 16 fev 2001 | Kitt Peak     | Spacewatch      | —         | MPC                           |
| 405017     | 2001 HE17  | 24 abr 2001 | Kitt Peak     | Spacewatch      | —         | MPC                           |
| 405018     | 2001 PY4   | 7 ago 2001  | Haleakala     | NEAT            | —         | MPC                           |
| 405019     | 2001 PY64  | 1 ago 2001  | Palomar       | NEAT            | —         | MPC                           |
| 405020     | 2001 QX    | 16 ago 2001 | Socorro       | LINEAR          | —         | MPC                           |
| 405021     | 2001 QN48  | 16 ago 2001 | Socorro       | LINEAR          | —         | MPC                           |
| 405022     | 2001 QX128 | 20 ago 2001 | Socorro       | LINEAR          | —         | MPC                           |
| 405023     | 2001 QO130 | 20 ago 2001 | Socorro       | LINEAR          | —         | MPC                           |
| 405024     | 2001 QK189 | 22 ago 2001 | Socorro       | LINEAR          | —         | MPC                           |
| 405025     | 2001 QM190 | 22 ago 2001 | Socorro       | LINEAR          | —         | MPC                           |
| 405026     | 2001 QU207 | 23 ago 2001 | Anderson Mesa | LONEOS          | —         | MPC                           |
| 405027     | 2001 QZ251 | 27 jul 2001 | Anderson Mesa | LONEOS          | —         | MPC                           |
| 405028     | 2001 QC257 | 25 ago 2001 | Socorro       | LINEAR          | —         | MPC                           |
| 405029     | 2001 QH288 | 17 ago 2001 | Palomar       | NEAT            | —         | MPC                           |
| 405030     | 2001 RD9   | 8 set 2001  | Socorro       | LINEAR          | —         | MPC                           |
| 405031     | 2001 RO36  | 8 set 2001  | Socorro       | LINEAR          | —         | MPC                           |
| 405032     | 2001 RO39  | 10 set 2001 | Socorro       | LINEAR          | —         | MPC                           |
| 405033     | 2001 RD98  | 12 set 2001 | Kitt Peak     | Spacewatch      | —         | MPC                           |
| 405034     | 2001 RW111 | 12 set 2001 | Socorro       | LINEAR          | Phocaea   | MPC                           |
| 405035     | 2001 RO113 | 12 set 2001 | Socorro       | LINEAR          | —         | MPC                           |
| 405036     | 2001 RT119 | 12 set 2001 | Socorro       | LINEAR          | —         | MPC                           |
| 405037     | 2001 SQ24  | 16 set 2001 | Socorro       | LINEAR          | —         | MPC                           |
| 405038     | 2001 SS48  | 16 set 2001 | Socorro       | LINEAR          | —         | MPC                           |
| 405039     | 2001 SJ60  | 17 set 2001 | Socorro       | LINEAR          | —         | MPC                           |
| 405040     | 2001 SC85  | 11 set 2001 | Anderson Mesa | LONEOS          | —         | MPC                           |
| 405041     | 2001 SO89  | 20 set 2001 | Socorro       | LINEAR          | —         | MPC                           |
| 405042     | 2001 SY102 | 20 set 2001 | Socorro       | LINEAR          | —         | MPC                           |
| 405043     | 2001 SM116 | 21 set 2001 | Socorro       | LINEAR          | —         | MPC                           |
| 405044     | 2001 SB127 | 16 set 2001 | Socorro       | LINEAR          | —         | MPC                           |
| 405045     | 2001 SM129 | 16 set 2001 | Socorro       | LINEAR          | —         | MPC                           |
| 405046     | 2001 SR166 | 11 set 2001 | Anderson Mesa | LONEOS          | —         | MPC                           |
| 405047     | 2001 SL185 | 19 set 2001 | Socorro       | LINEAR          | Phocaea   | MPC                           |
| 405048     | 2001 SP191 | 19 set 2001 | Socorro       | LINEAR          | —         | MPC                           |
| 405049     | 2001 SK193 | 26 ago 2001 | Kitt Peak     | Spacewatch      | —         | MPC                           |
| 405050     | 2001 SM198 | 19 set 2001 | Socorro       | LINEAR          | —         | MPC                           |
| 405051     | 2001 SL199 | 12 set 2001 | Socorro       | LINEAR          | —         | MPC                           |
| 405052     | 2001 SR215 | 19 set 2001 | Socorro       | LINEAR          | —         | MPC                           |
| 405053     | 2001 SQ225 | 19 set 2001 | Socorro       | LINEAR          | —         | MPC                           |
| 405054     | 2001 SJ255 | 19 set 2001 | Socorro       | LINEAR          | —         | MPC                           |
| 405055     | 2001 SN259 | 20 set 2001 | Socorro       | LINEAR          | —         | MPC                           |
| 405056     | 2001 SN287 | 21 set 2001 | Palomar       | NEAT            | —         | MPC                           |
| 405057     | 2001 SO352 | 24 set 2001 | Palomar       | NEAT            | Phocaea   | MPC                           |
| 405058     | 2001 TX16  | 13 out 2001 | Socorro       | LINEAR          | —         | MPC                           |
| 405059     | 2001 TO17  | 14 out 2001 | Ondřejov      | P. Pravec       | —         | MPC                           |
| 405060     | 2001 TT18  | 11 out 2001 | Eskridge      | G. Hug          | —         | MPC                           |
| 405061     | 2001 TC30  | 20 set 2001 | Socorro       | LINEAR          | —         | MPC                           |
| 405062     | 2001 TN52  | 13 out 2001 | Socorro       | LINEAR          | —         | MPC                           |
| 405063     | 2001 TL86  | 14 out 2001 | Socorro       | LINEAR          | —         | MPC                           |
| 405064     | 2001 TV153 | 13 out 2001 | Palomar       | NEAT            | —         | MPC                           |
| 405065     | 2001 TA162 | 23 set 2001 | Socorro       | LINEAR          | —         | MPC                           |
| 405066     | 2001 TS182 | 14 out 2001 | Socorro       | LINEAR          | —         | MPC                           |
| 405067     | 2001 TM183 | 14 out 2001 | Socorro       | LINEAR          | —         | MPC                           |
| 405068     | 2001 TH225 | 17 set 2001 | Anderson Mesa | LONEOS          | —         | MPC                           |
| 405069     | 2001 TG231 | 15 out 2001 | Palomar       | NEAT            | —         | MPC                           |
| 405070     | 2001 TN257 | 10 out 2001 | Palomar       | NEAT            | —         | MPC                           |
| 405071     | 2001 TT258 | 14 out 2001 | Apache Point  | SDSS            | —         | MPC                           |
| 405072     | 2001 UT8   | 20 set 2001 | Socorro       | LINEAR          | —         | MPC                           |
| 405073     | 2001 UL43  | 17 out 2001 | Socorro       | LINEAR          | —         | MPC                           |
| 405074     | 2001 UU58  | 15 out 2001 | Kitt Peak     | Spacewatch      | Phocaea   | MPC                           |
| 405075     | 2001 UU62  | 20 set 2001 | Socorro       | LINEAR          | —         | MPC                           |
| 405076     | 2001 UP72  | 20 out 2001 | Haleakala     | NEAT            | —         | MPC                           |
| 405077     | 2001 US77  | 17 out 2001 | Socorro       | LINEAR          | —         | MPC                           |
| 405078     | 2001 UK85  | 16 out 2001 | Kitt Peak     | Spacewatch      | —         | MPC                           |
| 405079     | 2001 UB105 | 20 out 2001 | Socorro       | LINEAR          | —         | MPC                           |
| 405080     | 2001 UL142 | 23 out 2001 | Socorro       | LINEAR          | —         | MPC                           |
| 405081     | 2001 UH172 | 18 out 2001 | Palomar       | NEAT            | —         | MPC                           |
| 405082     | 2001 UO204 | 14 out 2001 | Socorro       | LINEAR          | —         | MPC                           |
| 405083     | 2001 UG209 | 20 out 2001 | Socorro       | LINEAR          | —         | MPC                           |
| 405084     | 2001 UG218 | 26 out 2001 | Kitt Peak     | Spacewatch      | —         | MPC                           |
| 405085     | 2001 UQ231 | 11 set 2001 | Kitt Peak     | Spacewatch      | —         | MPC                           |
| 405086     | 2001 VS74  | 14 nov 2001 | Kitt Peak     | Spacewatch      | —         | MPC                           |
| 405087     | 2001 WC20  | 23 out 2001 | Socorro       | LINEAR          | —         | MPC                           |
| 405088     | 2001 WN32  | 17 nov 2001 | Socorro       | LINEAR          | —         | MPC                           |
| 405089     | 2001 WD72  | 9 nov 2001  | Socorro       | LINEAR          | —         | MPC                           |
| 405090     | 2001 XK32  | 7 dez 2001  | Kitt Peak     | Spacewatch      | —         | MPC                           |
| 405091     | 2001 XT32  | 21 out 2001 | Socorro       | LINEAR          | —         | MPC                           |
| 405092     | 2001 XM46  | 9 dez 2001  | Socorro       | LINEAR          | —         | MPC                           |
| 405093     | 2001 XW88  | 9 dez 2001  | Socorro       | LINEAR          | —         | MPC                           |
| 405094     | 2001 XE91  | 12 nov 2001 | Socorro       | LINEAR          | —         | MPC                           |
| 405095     | 2001 XL141 | 20 nov 2001 | Socorro       | LINEAR          | —         | MPC                           |
| 405096     | 2001 XF174 | 14 dez 2001 | Socorro       | LINEAR          | —         | MPC                           |
| 405097     | 2001 XY198 | 14 dez 2001 | Socorro       | LINEAR          | —         | MPC                           |
| 405098     | 2001 XG217 | 14 dez 2001 | Socorro       | LINEAR          | —         | MPC                           |
| 405099     | 2001 XY234 | 20 nov 2001 | Socorro       | LINEAR          | Flora     | MPC                           |
| 405100     | 2001 YZ8   | 17 dez 2001 | Socorro       | LINEAR          | —         | MPC                           |

## 405101–405200
| Designação | Designação | Descoberta  | Descoberta       | Descobridor(es)              | Categoria | Mais informações / Referência |
| Permanente | Provisória | Data        | Local            | Descobridor(es)              | Categoria | Mais informações / Referência |
| ---------- | ---------- | ----------- | ---------------- | ---------------------------- | --------- | ----------------------------- |
| 405101     | 2001 YQ14  | 7 dez 2001  | Kitt Peak        | Spacewatch                   | —         | MPC                           |
| 405102     | 2002 AZ43  | 6 jan 2002  | Kitt Peak        | Spacewatch                   | —         | MPC                           |
| 405103     | 2002 AH55  | 24 dez 2001 | Kitt Peak        | Spacewatch                   | —         | MPC                           |
| 405104     | 2002 AN68  | 12 jan 2002 | Kitt Peak        | Spacewatch                   | —         | MPC                           |
| 405105     | 2002 BJ26  | 27 nov 2001 | Socorro          | LINEAR                       | —         | MPC                           |
| 405106     | 2002 CE60  | 6 fev 2002  | Socorro          | LINEAR                       | —         | MPC                           |
| 405107     | 2002 CY70  | 7 fev 2002  | Socorro          | LINEAR                       | —         | MPC                           |
| 405108     | 2002 CF98  | 7 fev 2002  | Socorro          | LINEAR                       | —         | MPC                           |
| 405109     | 2002 CB246 | 13 fev 2002 | Kitt Peak        | Spacewatch                   | —         | MPC                           |
| 405110     | 2002 CL252 | 4 fev 2002  | Anderson Mesa    | LONEOS                       | —         | MPC                           |
| 405111     | 2002 CG260 | 7 fev 2002  | Palomar          | NEAT                         | —         | MPC                           |
| 405112     | 2002 DK19  | 17 fev 2002 | Palomar          | NEAT                         | —         | MPC                           |
| 405113     | 2002 ED4   | 10 mar 2002 | Cima Ekar        | ADAS                         | —         | MPC                           |
| 405114     | 2002 EE82  | 13 mar 2002 | Palomar          | NEAT                         | —         | MPC                           |
| 405115     | 2002 EO162 | 4 mar 2002  | Kitt Peak        | Spacewatch                   | —         | MPC                           |
| 405116     | 2002 FQ15  | 16 mar 2002 | Haleakala        | NEAT                         | —         | MPC                           |
| 405117     | 2002 FG22  | 19 mar 2002 | Socorro          | LINEAR                       | —         | MPC                           |
| 405118     | 2002 FN30  | 20 mar 2002 | Socorro          | LINEAR                       | —         | MPC                           |
| 405119     | 2002 FW33  | 20 mar 2002 | Socorro          | LINEAR                       | —         | MPC                           |
| 405120     | 2002 FS41  | 21 mar 2002 | Kitt Peak        | Spacewatch                   | —         | MPC                           |
| 405121     | 2002 GF2   | 6 abr 2002  | Emerald Lane     | L. Ball                      | —         | MPC                           |
| 405122     | 2002 GO2   | 4 abr 2002  | Palomar          | NEAT                         | —         | MPC                           |
| 405123     | 2002 GB5   | 9 abr 2002  | Terskol          | Terskol Obs.                 | —         | MPC                           |
| 405124     | 2002 GS51  | 5 abr 2002  | Palomar          | NEAT                         | —         | MPC                           |
| 405125     | 2002 GM112 | 10 abr 2002 | Socorro          | LINEAR                       | —         | MPC                           |
| 405126     | 2002 GU121 | 10 abr 2002 | Socorro          | LINEAR                       | —         | MPC                           |
| 405127     | 2002 GB135 | 12 abr 2002 | Socorro          | LINEAR                       | —         | MPC                           |
| 405128     | 2002 GU162 | 14 abr 2002 | Palomar          | NEAT                         | —         | MPC                           |
| 405129     | 2002 HW8   | 19 abr 2002 | Kitt Peak        | Spacewatch                   | —         | MPC                           |
| 405130     | 2002 JO9   | 7 mai 2002  | Kitt Peak        | Spacewatch                   | —         | MPC                           |
| 405131     | 2002 JV17  | 7 mai 2002  | Palomar          | NEAT                         | —         | MPC                           |
| 405132     | 2002 JH36  | 9 mai 2002  | Socorro          | LINEAR                       | —         | MPC                           |
| 405133     | 2002 LB15  | 6 jun 2002  | Socorro          | LINEAR                       | —         | MPC                           |
| 405134     | 2002 PU110 | 13 ago 2002 | Anderson Mesa    | LONEOS                       | —         | MPC                           |
| 405135     | 2002 PJ177 | 11 ago 2002 | Palomar          | NEAT                         | —         | MPC                           |
| 405136     | 2002 PK180 | 8 ago 2002  | Palomar          | NEAT                         | —         | MPC                           |
| 405137     | 2002 PE202 | 25 ago 1998 | Caussols         | ODAS                         | —         | MPC                           |
| 405138     | 2002 QC3   | 16 ago 2002 | Palomar          | NEAT                         | —         | MPC                           |
| 405139     | 2002 QE34  | 29 ago 2002 | Palomar          | NEAT                         | —         | MPC                           |
| 405140     | 2002 QR121 | 16 ago 2002 | Palomar          | NEAT                         | —         | MPC                           |
| 405141     | 2002 QP138 | 17 ago 2002 | Palomar          | NEAT                         | —         | MPC                           |
| 405142     | 2002 RF179 | 14 set 2002 | Kitt Peak        | Spacewatch                   | —         | MPC                           |
| 405143     | 2002 RZ182 | 11 set 2002 | Palomar          | NEAT                         | —         | MPC                           |
| 405144     | 2002 RD218 | 25 set 1998 | Anderson Mesa    | LONEOS                       | Phocaea   | MPC                           |
| 405145     | 2002 RS245 | 1 set 2002  | Palomar          | NEAT                         | —         | MPC                           |
| 405146     | 2002 RJ255 | 15 set 2002 | Palomar          | NEAT                         | —         | MPC                           |
| 405147     | 2002 RD266 | 13 set 2002 | Palomar          | NEAT                         | —         | MPC                           |
| 405148     | 2002 RN288 | 27 abr 2001 | Kitt Peak        | Spacewatch                   | —         | MPC                           |
| 405149     | 2002 SE12  | 15 set 2002 | Xinglong         | SCAP                         | —         | MPC                           |
| 405150     | 2002 ST48  | 30 set 2002 | Socorro          | LINEAR                       | —         | MPC                           |
| 405151     | 2002 SH64  | 16 set 2002 | Palomar          | NEAT                         | —         | MPC                           |
| 405152     | 2002 TM    | 1 out 2002  | Anderson Mesa    | LONEOS                       | —         | MPC                           |
| 405153     | 2002 TH64  | 3 out 2002  | Campo Imperatore | CINEOS                       | —         | MPC                           |
| 405154     | 2002 TN64  | 5 out 2002  | Fountain Hills   | C. W. Juels, P. R. Holvorcem | —         | MPC                           |
| 405155     | 2002 TY97  | 3 out 2002  | Palomar          | NEAT                         | —         | MPC                           |
| 405156     | 2002 TW149 | 5 out 2002  | Palomar          | NEAT                         | —         | MPC                           |
| 405157     | 2002 TW209 | 6 out 2002  | Haleakala        | NEAT                         | —         | MPC                           |
| 405158     | 2002 TS244 | 10 out 2002 | Palomar          | NEAT                         | —         | MPC                           |
| 405159     | 2002 TS312 | 4 out 2002  | Apache Point     | SDSS                         | —         | MPC                           |
| 405160     | 2002 TX333 | 5 out 2002  | Apache Point     | SDSS                         | —         | MPC                           |
| 405161     | 2002 TX348 | 5 out 2002  | Apache Point     | SDSS                         | —         | MPC                           |
| 405162     | 2002 TG367 | 10 out 2002 | Apache Point     | SDSS                         | —         | MPC                           |
| 405163     | 2002 UD32  | 30 out 2002 | Haleakala        | NEAT                         | —         | MPC                           |
| 405164     | 2002 UY32  | 31 out 2002 | Anderson Mesa    | LONEOS                       | —         | MPC                           |
| 405165     | 2002 UG37  | 31 out 2002 | Anderson Mesa    | LONEOS                       | —         | MPC                           |
| 405166     | 2002 UO71  | 4 mar 2000  | Socorro          | LINEAR                       | —         | MPC                           |
| 405167     | 2002 VF13  | 4 nov 2002  | Palomar          | NEAT                         | —         | MPC                           |
| 405168     | 2002 VL46  | 5 nov 2002  | Palomar          | NEAT                         | —         | MPC                           |
| 405169     | 2002 VO56  | 6 nov 2002  | Anderson Mesa    | LONEOS                       | —         | MPC                           |
| 405170     | 2002 VK64  | 6 nov 2002  | Haleakala        | NEAT                         | —         | MPC                           |
| 405171     | 2002 VN102 | 5 out 2002  | Socorro          | LINEAR                       | —         | MPC                           |
| 405172     | 2002 VE105 | 12 nov 2002 | Socorro          | LINEAR                       | —         | MPC                           |
| 405173     | 2002 VM106 | 12 nov 2002 | Socorro          | LINEAR                       | —         | MPC                           |
| 405174     | 2002 VR106 | 12 nov 2002 | Socorro          | LINEAR                       | —         | MPC                           |
| 405175     | 2002 VF113 | 13 nov 2002 | Palomar          | NEAT                         | —         | MPC                           |
| 405176     | 2002 VB123 | 13 nov 2002 | Palomar          | NEAT                         | —         | MPC                           |
| 405177     | 2002 VX125 | 14 nov 2002 | Palomar          | NEAT                         | —         | MPC                           |
| 405178     | 2002 VN133 | 5 nov 2002  | Socorro          | LINEAR                       | —         | MPC                           |
| 405179     | 2002 WT1   | 23 nov 2002 | Palomar          | NEAT                         | —         | MPC                           |
| 405180     | 2002 WF2   | 23 nov 2002 | Palomar          | NEAT                         | —         | MPC                           |
| 405181     | 2002 XA22  | 2 dez 2002  | Haleakala        | NEAT                         | —         | MPC                           |
| 405182     | 2002 XU117 | 10 dez 2002 | Palomar          | NEAT                         | —         | MPC                           |
| 405183     | 2002 YS15  | 31 dez 2002 | Kitt Peak        | Spacewatch                   | —         | MPC                           |
| 405184     | 2003 AC15  | 3 jan 2003  | Socorro          | LINEAR                       | —         | MPC                           |
| 405185     | 2003 AQ21  | 5 jan 2003  | Socorro          | LINEAR                       | —         | MPC                           |
| 405186     | 2003 AF42  | 7 jan 2003  | Socorro          | LINEAR                       | —         | MPC                           |
| 405187     | 2003 AV66  | 7 jan 2003  | Socorro          | LINEAR                       | —         | MPC                           |
| 405188     | 2003 AM75  | 10 jan 2003 | Socorro          | LINEAR                       | —         | MPC                           |
| 405189     | 2003 BO1   | 25 jan 2003 | Palomar          | NEAT                         | —         | MPC                           |
| 405190     | 2003 BK4   | 25 jan 2003 | La Silla         | A. Boattini, H. Scholl       | —         | MPC                           |
| 405191     | 2003 BE5   | 24 jan 2003 | La Silla         | A. Boattini, H. Scholl       | —         | MPC                           |
| 405192     | 2003 BM30  | 27 jan 2003 | Socorro          | LINEAR                       | —         | MPC                           |
| 405193     | 2003 BJ59  | 27 jan 2003 | Socorro          | LINEAR                       | —         | MPC                           |
| 405194     | 2003 CD1   | 1 fev 2003  | Palomar          | NEAT                         | —         | MPC                           |
| 405195     | 2003 CX18  | 8 fev 2003  | Anderson Mesa    | LONEOS                       | —         | MPC                           |
| 405196     | 2003 CQ25  | 6 fev 2003  | Socorro          | LINEAR                       | —         | MPC                           |
| 405197     | 2003 DU4   | 22 fev 2003 | Palomar          | NEAT                         | —         | MPC                           |
| 405198     | 2003 DU21  | 28 fev 2003 | Socorro          | LINEAR                       | —         | MPC                           |
| 405199     | 2003 DW21  | 28 fev 2003 | Socorro          | LINEAR                       | —         | MPC                           |
| 405200     | 2003 EE50  | 11 mar 2003 | Palomar          | NEAT                         | —         | MPC                           |

## 405201–405300
| Designação      | Designação | Descoberta  | Descoberta       | Descobridor(es) | Categoria | Mais informações / Referência |
| Permanente      | Provisória | Data        | Local            | Descobridor(es) | Categoria | Mais informações / Referência |
| --------------- | ---------- | ----------- | ---------------- | --------------- | --------- | ----------------------------- |
| 405201          | 2003 FF3   | 26 fev 2003 | Socorro          | LINEAR          | —         | MPC                           |
| 405202          | 2003 FW74  | 26 mar 2003 | Palomar          | NEAT            | —         | MPC                           |
| 405203          | 2003 GC57  | 7 abr 2003  | Desert Eagle     | W. K. Y. Yeung  | —         | MPC                           |
| 405204          | 2003 HP8   | 25 abr 2003 | Anderson Mesa    | LONEOS          | —         | MPC                           |
| 405205          | 2003 HS29  | 28 abr 2003 | Anderson Mesa    | LONEOS          | —         | MPC                           |
| 405206          | 2003 HK42  | 28 abr 2003 | Anderson Mesa    | LONEOS          | —         | MPC                           |
| 405207 Konstanz | 2003 KP18  | 24 mai 2003 | Kleť             | KLENOT          | —         | MPC                           |
| 405208          | 2003 ND10  | 3 jul 2003  | Kitt Peak        | Spacewatch      | —         | MPC                           |
| 405209          | 2003 OV2   | 23 jul 2003 | Palomar          | NEAT            | —         | MPC                           |
| 405210          | 2003 OY10  | 27 jul 2003 | Reedy Creek      | J. Broughton    | —         | MPC                           |
| 405211          | 2003 PD6   | 1 ago 2003  | Socorro          | LINEAR          | —         | MPC                           |
| 405212          | 2003 QC10  | 22 ago 2003 | Socorro          | LINEAR          | —         | MPC                           |
| 405213          | 2003 QN14  | 20 ago 2003 | Palomar          | NEAT            | —         | MPC                           |
| 405214          | 2003 QC39  | 22 ago 2003 | Palomar          | NEAT            | Juno      | MPC                           |
| 405215          | 2003 QH48  | 20 ago 2003 | Palomar          | NEAT            | —         | MPC                           |
| 405216          | 2003 QL59  | 23 ago 2003 | Socorro          | LINEAR          | —         | MPC                           |
| 405217          | 2003 QD72  | 26 ago 2003 | Socorro          | LINEAR          | —         | MPC                           |
| 405218          | 2003 QV111 | 31 ago 2003 | Haleakala        | NEAT            | —         | MPC                           |
| 405219          | 2003 QY114 | 22 ago 2003 | Palomar          | NEAT            | —         | MPC                           |
| 405220          | 2003 RM2   | 1 set 2003  | Socorro          | LINEAR          | —         | MPC                           |
| 405221          | 2003 RM3   | 1 set 2003  | Socorro          | LINEAR          | —         | MPC                           |
| 405222          | 2003 RV20  | 26 ago 2003 | Socorro          | LINEAR          | Mitidika  | MPC                           |
| 405223          | 2003 SK31  | 18 set 2003 | Kitt Peak        | Spacewatch      | —         | MPC                           |
| 405224          | 2003 SO32  | 16 set 2003 | Palomar          | NEAT            | —         | MPC                           |
| 405225          | 2003 SW33  | 18 set 2003 | Socorro          | LINEAR          | —         | MPC                           |
| 405226          | 2003 SA41  | 17 set 2003 | Palomar          | NEAT            | —         | MPC                           |
| 405227          | 2003 SA43  | 16 set 2003 | Anderson Mesa    | LONEOS          | —         | MPC                           |
| 405228          | 2003 SP62  | 17 set 2003 | Kitt Peak        | Spacewatch      | —         | MPC                           |
| 405229          | 2003 SA66  | 18 set 2003 | Socorro          | LINEAR          | —         | MPC                           |
| 405230          | 2003 SJ79  | 19 set 2003 | Kitt Peak        | Spacewatch      | —         | MPC                           |
| 405231          | 2003 SJ83  | 18 set 2003 | Kitt Peak        | Spacewatch      | —         | MPC                           |
| 405232          | 2003 SU90  | 18 set 2003 | Socorro          | LINEAR          | —         | MPC                           |
| 405233          | 2003 SH111 | 18 set 2003 | Campo Imperatore | CINEOS          | —         | MPC                           |
| 405234          | 2003 SU117 | 16 set 2003 | Palomar          | NEAT            | —         | MPC                           |
| 405235          | 2003 SS121 | 17 set 2003 | Kitt Peak        | Spacewatch      | —         | MPC                           |
| 405236          | 2003 SU121 | 17 set 2003 | Palomar          | NEAT            | —         | MPC                           |
| 405237          | 2003 SL130 | 20 set 2003 | Socorro          | LINEAR          | —         | MPC                           |
| 405238          | 2003 SW131 | 18 set 2003 | Kitt Peak        | Spacewatch      | —         | MPC                           |
| 405239          | 2003 SU132 | 19 set 2003 | Kitt Peak        | Spacewatch      | —         | MPC                           |
| 405240          | 2003 ST133 | 18 set 2003 | Palomar          | NEAT            | —         | MPC                           |
| 405241          | 2003 SC140 | 18 set 2003 | Campo Imperatore | CINEOS          | —         | MPC                           |
| 405242          | 2003 SM141 | 19 set 2003 | Palomar          | NEAT            | —         | MPC                           |
| 405243          | 2003 SL151 | 17 set 2003 | Haleakala        | NEAT            | —         | MPC                           |
| 405244          | 2003 SV154 | 19 set 2003 | Anderson Mesa    | LONEOS          | —         | MPC                           |
| 405245          | 2003 SP179 | 19 set 2003 | Palomar          | NEAT            | —         | MPC                           |
| 405246          | 2003 SB187 | 22 set 2003 | Anderson Mesa    | LONEOS          | —         | MPC                           |
| 405247          | 2003 SG202 | 22 set 2003 | Anderson Mesa    | LONEOS          | —         | MPC                           |
| 405248          | 2003 SN203 | 22 set 2003 | Anderson Mesa    | LONEOS          | —         | MPC                           |
| 405249          | 2003 SD206 | 23 set 2003 | Palomar          | NEAT            | —         | MPC                           |
| 405250          | 2003 SE206 | 2 set 2003  | Socorro          | LINEAR          | —         | MPC                           |
| 405251          | 2003 ST230 | 24 set 2003 | Palomar          | NEAT            | —         | MPC                           |
| 405252          | 2003 SL244 | 17 set 2003 | Kitt Peak        | Spacewatch      | —         | MPC                           |
| 405253          | 2003 SZ248 | 26 set 2003 | Socorro          | LINEAR          | —         | MPC                           |
| 405254          | 2003 SR264 | 28 set 2003 | Socorro          | LINEAR          | —         | MPC                           |
| 405255          | 2003 SY264 | 28 set 2003 | Socorro          | LINEAR          | —         | MPC                           |
| 405256          | 2003 SY265 | 29 set 2003 | Socorro          | LINEAR          | Mitidika  | MPC                           |
| 405257          | 2003 SZ265 | 29 set 2003 | Socorro          | LINEAR          | —         | MPC                           |
| 405258          | 2003 SS266 | 29 set 2003 | Socorro          | LINEAR          | —         | MPC                           |
| 405259          | 2003 SR269 | 28 set 2003 | Goodricke-Pigott | R. A. Tucker    | —         | MPC                           |
| 405260          | 2003 SY285 | 20 set 2003 | Kitt Peak        | Spacewatch      | —         | MPC                           |
| 405261          | 2003 SB287 | 29 set 2003 | Kitt Peak        | Spacewatch      | —         | MPC                           |
| 405262          | 2003 SK288 | 28 set 2003 | Desert Eagle     | W. K. Y. Yeung  | Ursula    | MPC                           |
| 405263          | 2003 SQ301 | 17 set 2003 | Palomar          | NEAT            | —         | MPC                           |
| 405264          | 2003 SF311 | 29 set 2003 | Socorro          | LINEAR          | Mitidika  | MPC                           |
| 405265          | 2003 SG313 | 18 set 2003 | Kitt Peak        | Spacewatch      | —         | MPC                           |
| 405266          | 2003 SV322 | 16 set 2003 | Kitt Peak        | Spacewatch      | —         | MPC                           |
| 405267          | 2003 SL324 | 17 set 2003 | Kitt Peak        | Spacewatch      | —         | MPC                           |
| 405268          | 2003 SW325 | 18 set 2003 | Palomar          | NEAT            | Ursula    | MPC                           |
| 405269          | 2003 SD326 | 18 set 2003 | Kitt Peak        | Spacewatch      | —         | MPC                           |
| 405270          | 2003 SZ326 | 18 set 2003 | Kitt Peak        | Spacewatch      | —         | MPC                           |
| 405271          | 2003 SV328 | 21 set 2003 | Kitt Peak        | Spacewatch      | —         | MPC                           |
| 405272          | 2003 SM332 | 28 set 2003 | Kitt Peak        | Spacewatch      | —         | MPC                           |
| 405273          | 2003 SJ335 | 26 set 2003 | Apache Point     | SDSS            | —         | MPC                           |
| 405274          | 2003 SM336 | 27 set 2003 | Apache Point     | SDSS            | —         | MPC                           |
| 405275          | 2003 SR338 | 26 set 2003 | Apache Point     | SDSS            | —         | MPC                           |
| 405276          | 2003 SY338 | 26 set 2003 | Apache Point     | SDSS            | —         | MPC                           |
| 405277          | 2003 SF339 | 26 set 2003 | Apache Point     | SDSS            | —         | MPC                           |
| 405278          | 2003 SF340 | 28 set 2003 | Apache Point     | SDSS            | —         | MPC                           |
| 405279          | 2003 SY349 | 18 set 2003 | Kitt Peak        | Spacewatch      | —         | MPC                           |
| 405280          | 2003 SZ365 | 16 set 2003 | Kitt Peak        | Spacewatch      | Brangane  | MPC                           |
| 405281          | 2003 SD400 | 26 set 2003 | Apache Point     | SDSS            | —         | MPC                           |
| 405282          | 2003 SQ402 | 27 set 2003 | Kitt Peak        | Spacewatch      | —         | MPC                           |
| 405283          | 2003 SW404 | 27 set 2003 | Apache Point     | SDSS            | —         | MPC                           |
| 405284          | 2003 SC422 | 26 set 2003 | Apache Point     | SDSS            | Brangane  | MPC                           |
| 405285          | 2003 SV424 | 25 set 2003 | Mauna Kea        | P. A. Wiegert   | —         | MPC                           |
| 405286          | 2003 SY431 | 17 set 2003 | Kitt Peak        | Spacewatch      | —         | MPC                           |
| 405287          | 2003 SK433 | 28 set 2003 | Apache Point     | SDSS            | —         | MPC                           |
| 405288          | 2003 TL5   | 3 out 2003  | Kitt Peak        | Spacewatch      | —         | MPC                           |
| 405289          | 2003 TS8   | 3 out 2003  | Kitt Peak        | Spacewatch      | —         | MPC                           |
| 405290          | 2003 TC13  | 5 out 2003  | Socorro          | LINEAR          | —         | MPC                           |
| 405291          | 2003 TH14  | 14 out 2003 | Anderson Mesa    | LONEOS          | —         | MPC                           |
| 405292          | 2003 TJ16  | 15 out 2003 | Anderson Mesa    | LONEOS          | —         | MPC                           |
| 405293          | 2003 TR16  | 14 out 2003 | Palomar          | NEAT            | —         | MPC                           |
| 405294          | 2003 TK17  | 15 out 2003 | Palomar          | NEAT            | —         | MPC                           |
| 405295          | 2003 TC36  | 1 out 2003  | Kitt Peak        | Spacewatch      | —         | MPC                           |
| 405296          | 2003 TW39  | 2 out 2003  | Kitt Peak        | Spacewatch      | —         | MPC                           |
| 405297          | 2003 TM54  | 5 out 2003  | Kitt Peak        | Spacewatch      | —         | MPC                           |
| 405298          | 2003 TG57  | 5 out 2003  | Socorro          | LINEAR          | —         | MPC                           |
| 405299          | 2003 TZ58  | 2 out 2003  | Kitt Peak        | Spacewatch      | —         | MPC                           |
| 405300          | 2003 UQ    | 16 out 2003 | Socorro          | LINEAR          | —         | MPC                           |

## 405301–405400
| Designação | Designação | Descoberta  | Descoberta    | Descobridor(es) | Categoria | Mais informações / Referência |
| Permanente | Provisória | Data        | Local         | Descobridor(es) | Categoria | Mais informações / Referência |
| ---------- | ---------- | ----------- | ------------- | --------------- | --------- | ----------------------------- |
| 405301     | 2003 UH5   | 18 out 2003 | Wrightwood    | J. W. Young     | —         | MPC                           |
| 405302     | 2003 UO7   | 28 ago 2003 | Socorro       | LINEAR          | —         | MPC                           |
| 405303     | 2003 UW17  | 16 out 2003 | Kitt Peak     | Spacewatch      | —         | MPC                           |
| 405304     | 2003 UH25  | 22 out 2003 | Kingsnake     | J. V. McClusky  | —         | MPC                           |
| 405305     | 2003 UJ25  | 22 out 2003 | Kingsnake     | J. V. McClusky  | —         | MPC                           |
| 405306     | 2003 UP29  | 24 out 2003 | Socorro       | LINEAR          | —         | MPC                           |
| 405307     | 2003 UH33  | 30 set 2003 | Kitt Peak     | Spacewatch      | —         | MPC                           |
| 405308     | 2003 UQ35  | 16 out 2003 | Kitt Peak     | Spacewatch      | —         | MPC                           |
| 405309     | 2003 US57  | 16 out 2003 | Kitt Peak     | Spacewatch      | —         | MPC                           |
| 405310     | 2003 UB62  | 28 set 2003 | Anderson Mesa | LONEOS          | —         | MPC                           |
| 405311     | 2003 UX66  | 18 out 2003 | Socorro       | LINEAR          | —         | MPC                           |
| 405312     | 2003 UP69  | 21 set 2003 | Kitt Peak     | Spacewatch      | —         | MPC                           |
| 405313     | 2003 UT81  | 17 out 2003 | Kitt Peak     | Spacewatch      | —         | MPC                           |
| 405314     | 2003 UJ82  | 19 out 2003 | Kitt Peak     | Spacewatch      | —         | MPC                           |
| 405315     | 2003 UM95  | 18 out 2003 | Kitt Peak     | Spacewatch      | —         | MPC                           |
| 405316     | 2003 UN99  | 19 out 2003 | Anderson Mesa | LONEOS          | —         | MPC                           |
| 405317     | 2003 UM101 | 29 set 2003 | Socorro       | LINEAR          | —         | MPC                           |
| 405318     | 2003 UW105 | 18 out 2003 | Palomar       | NEAT            | —         | MPC                           |
| 405319     | 2003 UJ149 | 28 set 2003 | Socorro       | LINEAR          | —         | MPC                           |
| 405320     | 2003 UU164 | 21 out 2003 | Socorro       | LINEAR          | —         | MPC                           |
| 405321     | 2003 UN165 | 21 out 2003 | Kitt Peak     | Spacewatch      | Brangane  | MPC                           |
| 405322     | 2003 UN176 | 21 out 2003 | Anderson Mesa | LONEOS          | —         | MPC                           |
| 405323     | 2003 UF195 | 20 out 2003 | Kitt Peak     | Spacewatch      | —         | MPC                           |
| 405324     | 2003 UT221 | 22 out 2003 | Kitt Peak     | Spacewatch      | Ursula    | MPC                           |
| 405325     | 2003 UM225 | 22 out 2003 | Kitt Peak     | Spacewatch      | —         | MPC                           |
| 405326     | 2003 UM235 | 19 out 2003 | Kitt Peak     | Spacewatch      | —         | MPC                           |
| 405327     | 2003 UT239 | 30 set 2003 | Kitt Peak     | Spacewatch      | —         | MPC                           |
| 405328     | 2003 UH245 | 24 out 2003 | Socorro       | LINEAR          | —         | MPC                           |
| 405329     | 2003 UW249 | 25 out 2003 | Socorro       | LINEAR          | —         | MPC                           |
| 405330     | 2003 UP266 | 28 out 2003 | Socorro       | LINEAR          | —         | MPC                           |
| 405331     | 2003 UV269 | 29 out 2003 | Catalina      | CSS             | —         | MPC                           |
| 405332     | 2003 UM279 | 27 out 2003 | Kitt Peak     | Spacewatch      | —         | MPC                           |
| 405333     | 2003 UB282 | 20 set 2003 | Kitt Peak     | Spacewatch      | —         | MPC                           |
| 405334     | 2003 UR296 | 28 set 2003 | Kitt Peak     | Spacewatch      | —         | MPC                           |
| 405335     | 2003 UN302 | 17 out 2003 | Kitt Peak     | Spacewatch      | —         | MPC                           |
| 405336     | 2003 UW320 | 24 out 2003 | Socorro       | LINEAR          | —         | MPC                           |
| 405337     | 2003 UL327 | 17 out 2003 | Apache Point  | SDSS            | —         | MPC                           |
| 405338     | 2003 UH328 | 17 out 2003 | Apache Point  | SDSS            | —         | MPC                           |
| 405339     | 2003 UZ328 | 17 out 2003 | Apache Point  | SDSS            | —         | MPC                           |
| 405340     | 2003 UF334 | 18 out 2003 | Apache Point  | SDSS            | —         | MPC                           |
| 405341     | 2003 UP336 | 18 out 2003 | Apache Point  | SDSS            | —         | MPC                           |
| 405342     | 2003 UE340 | 18 out 2003 | Kitt Peak     | Spacewatch      | —         | MPC                           |
| 405343     | 2003 UP340 | 18 out 2003 | Kitt Peak     | Spacewatch      | —         | MPC                           |
| 405344     | 2003 UN352 | 19 out 2003 | Apache Point  | SDSS            | —         | MPC                           |
| 405345     | 2003 UX371 | 22 out 2003 | Kitt Peak     | Spacewatch      | Brangane  | MPC                           |
| 405346     | 2003 UX372 | 22 out 2003 | Apache Point  | SDSS            | —         | MPC                           |
| 405347     | 2003 UT401 | 19 set 2003 | Kitt Peak     | Spacewatch      | Brangane  | MPC                           |
| 405348     | 2003 UE415 | 19 out 2003 | Kitt Peak     | Spacewatch      | —         | MPC                           |
| 405349     | 2003 VU6   | 15 nov 2003 | Kitt Peak     | Spacewatch      | —         | MPC                           |
| 405350     | 2003 VV11  | 3 nov 2003  | Socorro       | LINEAR          | —         | MPC                           |
| 405351     | 2003 WV10  | 18 nov 2003 | Kitt Peak     | Spacewatch      | —         | MPC                           |
| 405352     | 2003 WM27  | 16 nov 2003 | Kitt Peak     | Spacewatch      | —         | MPC                           |
| 405353     | 2003 WY27  | 16 nov 2003 | Kitt Peak     | Spacewatch      | —         | MPC                           |
| 405354     | 2003 WO39  | 19 nov 2003 | Kitt Peak     | Spacewatch      | —         | MPC                           |
| 405355     | 2003 WF46  | 21 nov 2003 | Socorro       | LINEAR          | —         | MPC                           |
| 405356     | 2003 WM54  | 20 nov 2003 | Socorro       | LINEAR          | —         | MPC                           |
| 405357     | 2003 WP58  | 18 nov 2003 | Kitt Peak     | Spacewatch      | —         | MPC                           |
| 405358     | 2003 WF60  | 24 out 2003 | Socorro       | LINEAR          | —         | MPC                           |
| 405359     | 2003 WN63  | 19 nov 2003 | Kitt Peak     | Spacewatch      | —         | MPC                           |
| 405360     | 2003 WZ80  | 20 nov 2003 | Socorro       | LINEAR          | —         | MPC                           |
| 405361     | 2003 WW98  | 20 nov 2003 | Catalina      | CSS             | —         | MPC                           |
| 405362     | 2003 WT114 | 20 nov 2003 | Socorro       | LINEAR          | —         | MPC                           |
| 405363     | 2003 WB116 | 20 nov 2003 | Socorro       | LINEAR          | —         | MPC                           |
| 405364     | 2003 WR124 | 20 nov 2003 | Socorro       | LINEAR          | —         | MPC                           |
| 405365     | 2003 WG132 | 19 nov 2003 | Kitt Peak     | Spacewatch      | —         | MPC                           |
| 405366     | 2003 WM151 | 26 nov 2003 | Kitt Peak     | Spacewatch      | —         | MPC                           |
| 405367     | 2003 WN153 | 26 nov 2003 | Anderson Mesa | LONEOS          | —         | MPC                           |
| 405368     | 2003 XO25  | 1 dez 2003  | Socorro       | LINEAR          | —         | MPC                           |
| 405369     | 2003 XU37  | 4 dez 2003  | Socorro       | LINEAR          | —         | MPC                           |
| 405370     | 2003 YG18  | 17 dez 2003 | Kitt Peak     | Spacewatch      | —         | MPC                           |
| 405371     | 2003 YK121 | 27 dez 2003 | Socorro       | LINEAR          | —         | MPC                           |
| 405372     | 2003 YF152 | 29 dez 2003 | Socorro       | LINEAR          | —         | MPC                           |
| 405373     | 2004 AR23  | 15 jan 2004 | Kitt Peak     | Spacewatch      | —         | MPC                           |
| 405374     | 2004 BR29  | 18 jan 2004 | Palomar       | NEAT            | —         | MPC                           |
| 405375     | 2004 BN48  | 21 jan 2004 | Socorro       | LINEAR          | —         | MPC                           |
| 405376     | 2004 BJ69  | 18 jan 2004 | Kitt Peak     | Spacewatch      | —         | MPC                           |
| 405377     | 2004 BK73  | 27 dez 2003 | Socorro       | LINEAR          | —         | MPC                           |
| 405378     | 2004 BJ128 | 16 jan 2004 | Kitt Peak     | Spacewatch      | —         | MPC                           |
| 405379     | 2004 BM141 | 19 jan 2004 | Kitt Peak     | Spacewatch      | —         | MPC                           |
| 405380     | 2004 BK145 | 19 jan 2004 | Kitt Peak     | Spacewatch      | —         | MPC                           |
| 405381     | 2004 BJ159 | 20 jan 2004 | Cerro Paranal | Paranal Obs.    | —         | MPC                           |
| 405382     | 2004 CK14  | 11 fev 2004 | Kitt Peak     | Spacewatch      | Phocaea   | MPC                           |
| 405383     | 2004 CM60  | 11 fev 2004 | Palomar       | NEAT            | —         | MPC                           |
| 405384     | 2004 DS67  | 26 fev 2004 | Kitt Peak     | M. W. Buie      | —         | MPC                           |
| 405385     | 2004 DN70  | 26 fev 2004 | Socorro       | LINEAR          | Phocaea   | MPC                           |
| 405386     | 2004 ED20  | 14 mar 2004 | Catalina      | CSS             | —         | MPC                           |
| 405387     | 2004 EV36  | 13 mar 2004 | Palomar       | NEAT            | —         | MPC                           |
| 405388     | 2004 EU86  | 15 mar 2004 | Kitt Peak     | Spacewatch      | —         | MPC                           |
| 405389     | 2004 EZ91  | 15 mar 2004 | Kitt Peak     | Spacewatch      | Phocaea   | MPC                           |
| 405390     | 2004 FH67  | 20 mar 2004 | Socorro       | LINEAR          | —         | MPC                           |
| 405391     | 2004 FF72  | 17 mar 2004 | Kitt Peak     | Spacewatch      | —         | MPC                           |
| 405392     | 2004 FA76  | 17 mar 2004 | Kitt Peak     | Spacewatch      | —         | MPC                           |
| 405393     | 2004 GQ41  | 13 abr 2004 | Palomar       | NEAT            | —         | MPC                           |
| 405394     | 2004 HS8   | 16 abr 2004 | Socorro       | LINEAR          | —         | MPC                           |
| 405395     | 2004 HW39  | 19 abr 2004 | Kitt Peak     | Spacewatch      | —         | MPC                           |
| 405396     | 2004 JU4   | 11 mai 2004 | Anderson Mesa | LONEOS          | Phocaea   | MPC                           |
| 405397     | 2004 LB12  | 15 jun 2004 | Socorro       | LINEAR          | —         | MPC                           |
| 405398     | 2004 LJ28  | 14 jun 2004 | Kitt Peak     | Spacewatch      | —         | MPC                           |
| 405399     | 2004 OJ    | 16 jul 2004 | Socorro       | LINEAR          | —         | MPC                           |
| 405400     | 2004 PB8   | 6 ago 2004  | Palomar       | NEAT            | —         | MPC                           |

## 405401–405500
| Designação | Designação | Descoberta  | Descoberta    | Descobridor(es) | Categoria | Mais informações / Referência |
| Permanente | Provisória | Data        | Local         | Descobridor(es) | Categoria | Mais informações / Referência |
| ---------- | ---------- | ----------- | ------------- | --------------- | --------- | ----------------------------- |
| 405401     | 2004 PH35  | 8 ago 2004  | Anderson Mesa | LONEOS          | —         | MPC                           |
| 405402     | 2004 PT35  | 8 ago 2004  | Anderson Mesa | LONEOS          | —         | MPC                           |
| 405403     | 2004 PJ50  | 8 ago 2004  | Socorro       | LINEAR          | —         | MPC                           |
| 405404     | 2004 PJ77  | 9 ago 2004  | Socorro       | LINEAR          | —         | MPC                           |
| 405405     | 2004 PE88  | 11 ago 2004 | Socorro       | LINEAR          | —         | MPC                           |
| 405406     | 2004 RN18  | 7 set 2004  | Kitt Peak     | Spacewatch      | —         | MPC                           |
| 405407     | 2004 RJ23  | 26 ago 2004 | Catalina      | CSS             | —         | MPC                           |
| 405408     | 2004 RA31  | 12 ago 2004 | Socorro       | LINEAR          | —         | MPC                           |
| 405409     | 2004 RQ72  | 8 set 2004  | Socorro       | LINEAR          | —         | MPC                           |
| 405410     | 2004 RQ73  | 8 set 2004  | Socorro       | LINEAR          | —         | MPC                           |
| 405411     | 2004 RT98  | 8 set 2004  | Socorro       | LINEAR          | —         | MPC                           |
| 405412     | 2004 RX98  | 23 ago 2004 | Kitt Peak     | Spacewatch      | —         | MPC                           |
| 405413     | 2004 RZ135 | 7 set 2004  | Kitt Peak     | Spacewatch      | —         | MPC                           |
| 405414     | 2004 RL145 | 23 ago 2004 | Kitt Peak     | Spacewatch      | —         | MPC                           |
| 405415     | 2004 RN162 | 11 set 2004 | Socorro       | LINEAR          | —         | MPC                           |
| 405416     | 2004 RG172 | 9 set 2004  | Socorro       | LINEAR          | —         | MPC                           |
| 405417     | 2004 RS197 | 10 set 2004 | Socorro       | LINEAR          | —         | MPC                           |
| 405418     | 2004 RX204 | 12 set 2004 | Kitt Peak     | Spacewatch      | Brangane  | MPC                           |
| 405419     | 2004 RV207 | 11 set 2004 | Socorro       | LINEAR          | —         | MPC                           |
| 405420     | 2004 RU240 | 10 set 2004 | Kitt Peak     | Spacewatch      | —         | MPC                           |
| 405421     | 2004 RB321 | 13 set 2004 | Socorro       | LINEAR          | —         | MPC                           |
| 405422     | 2004 RJ322 | 13 set 2004 | Socorro       | LINEAR          | —         | MPC                           |
| 405423     | 2004 RE328 | 13 set 2004 | Anderson Mesa | LONEOS          | —         | MPC                           |
| 405424     | 2004 RS335 | 15 set 2004 | Kitt Peak     | Spacewatch      | —         | MPC                           |
| 405425     | 2004 RE346 | 7 set 2004  | Kitt Peak     | Spacewatch      | —         | MPC                           |
| 405426     | 2004 SL2   | 16 set 2004 | Jarnac        | Jarnac Obs.     | —         | MPC                           |
| 405427     | 2004 ST9   | 17 set 2004 | Kitt Peak     | Spacewatch      | —         | MPC                           |
| 405428     | 2004 ST34  | 17 set 2004 | Kitt Peak     | Spacewatch      | —         | MPC                           |
| 405429     | 2004 SF35  | 25 ago 2004 | Kitt Peak     | Spacewatch      | —         | MPC                           |
| 405430     | 2004 SX48  | 21 set 2004 | Socorro       | LINEAR          | —         | MPC                           |
| 405431     | 2004 SJ49  | 21 set 2004 | Socorro       | LINEAR          | —         | MPC                           |
| 405432     | 2004 TF2   | 4 out 2004  | Kitt Peak     | Spacewatch      | —         | MPC                           |
| 405433     | 2004 TW4   | 4 out 2004  | Kitt Peak     | Spacewatch      | —         | MPC                           |
| 405434     | 2004 TT21  | 4 out 2004  | Kitt Peak     | Spacewatch      | —         | MPC                           |
| 405435     | 2004 TJ27  | 4 out 2004  | Kitt Peak     | Spacewatch      | —         | MPC                           |
| 405436     | 2004 TT35  | 4 out 2004  | Kitt Peak     | Spacewatch      | —         | MPC                           |
| 405437     | 2004 TC51  | 4 out 2004  | Kitt Peak     | Spacewatch      | —         | MPC                           |
| 405438     | 2004 TE64  | 5 out 2004  | Kitt Peak     | Spacewatch      | —         | MPC                           |
| 405439     | 2004 TG64  | 5 out 2004  | Kitt Peak     | Spacewatch      | —         | MPC                           |
| 405440     | 2004 TO78  | 4 out 2004  | Socorro       | LINEAR          | —         | MPC                           |
| 405441     | 2004 TD83  | 5 out 2004  | Kitt Peak     | Spacewatch      | —         | MPC                           |
| 405442     | 2004 TL83  | 5 out 2004  | Kitt Peak     | Spacewatch      | —         | MPC                           |
| 405443     | 2004 TT83  | 5 out 2004  | Kitt Peak     | Spacewatch      | —         | MPC                           |
| 405444     | 2004 TL84  | 5 out 2004  | Kitt Peak     | Spacewatch      | —         | MPC                           |
| 405445     | 2004 TU85  | 5 out 2004  | Kitt Peak     | Spacewatch      | —         | MPC                           |
| 405446     | 2004 TP86  | 5 out 2004  | Kitt Peak     | Spacewatch      | Brangane  | MPC                           |
| 405447     | 2004 TV90  | 7 set 2004  | Kitt Peak     | Spacewatch      | —         | MPC                           |
| 405448     | 2004 TM99  | 5 out 2004  | Kitt Peak     | Spacewatch      | —         | MPC                           |
| 405449     | 2004 TN112 | 7 out 2004  | Palomar       | NEAT            | —         | MPC                           |
| 405450     | 2004 TR151 | 10 set 2004 | Kitt Peak     | Spacewatch      | —         | MPC                           |
| 405451     | 2004 TT175 | 9 out 2004  | Socorro       | LINEAR          | —         | MPC                           |
| 405452     | 2004 TV197 | 7 out 2004  | Kitt Peak     | Spacewatch      | —         | MPC                           |
| 405453     | 2004 TB206 | 7 out 2004  | Kitt Peak     | Spacewatch      | —         | MPC                           |
| 405454     | 2004 TP221 | 7 out 2004  | Socorro       | LINEAR          | —         | MPC                           |
| 405455     | 2004 TN238 | 9 out 2004  | Kitt Peak     | Spacewatch      | —         | MPC                           |
| 405456     | 2004 TG244 | 26 ago 2004 | Catalina      | CSS             | —         | MPC                           |
| 405457     | 2004 TF250 | 7 out 2004  | Kitt Peak     | Spacewatch      | —         | MPC                           |
| 405458     | 2004 TC266 | 9 out 2004  | Kitt Peak     | Spacewatch      | —         | MPC                           |
| 405459     | 2004 TX275 | 9 out 2004  | Kitt Peak     | Spacewatch      | Brangane  | MPC                           |
| 405460     | 2004 TT276 | 9 out 2004  | Kitt Peak     | Spacewatch      | —         | MPC                           |
| 405461     | 2004 TR277 | 9 out 2004  | Kitt Peak     | Spacewatch      | —         | MPC                           |
| 405462     | 2004 TS293 | 10 out 2004 | Kitt Peak     | Spacewatch      | —         | MPC                           |
| 405463     | 2004 TT337 | 12 out 2004 | Kitt Peak     | Spacewatch      | Brangane  | MPC                           |
| 405464     | 2004 TE338 | 12 out 2004 | Kitt Peak     | Spacewatch      | —         | MPC                           |
| 405465     | 2004 TA350 | 10 out 2004 | Kitt Peak     | Spacewatch      | —         | MPC                           |
| 405466     | 2004 TE367 | 5 out 2004  | Palomar       | NEAT            | Brangane  | MPC                           |
| 405467     | 2004 VP1   | 4 nov 2004  | Socorro       | LINEAR          | —         | MPC                           |
| 405468     | 2004 VS11  | 7 out 2004  | Anderson Mesa | LONEOS          | —         | MPC                           |
| 405469     | 2004 VL23  | 5 nov 2004  | Palomar       | NEAT            | —         | MPC                           |
| 405470     | 2004 VT34  | 3 nov 2004  | Kitt Peak     | Spacewatch      | Brangane  | MPC                           |
| 405471     | 2004 VQ36  | 4 nov 2004  | Kitt Peak     | Spacewatch      | —         | MPC                           |
| 405472     | 2004 VX53  | 7 nov 2004  | Socorro       | LINEAR          | —         | MPC                           |
| 405473     | 2004 VY68  | 10 nov 2004 | Kitt Peak     | Spacewatch      | —         | MPC                           |
| 405474     | 2004 VO78  | 3 nov 2004  | Socorro       | LINEAR          | —         | MPC                           |
| 405475     | 2004 VP96  | 14 out 1998 | Kitt Peak     | Spacewatch      | —         | MPC                           |
| 405476     | 2004 VG112 | 9 nov 2004  | Catalina      | CSS             | —         | MPC                           |
| 405477     | 2004 WE    | 17 nov 2004 | Siding Spring | SSS             | —         | MPC                           |
| 405478     | 2004 WN    | 4 nov 2004  | Catalina      | CSS             | —         | MPC                           |
| 405479     | 2004 XR    | 1 dez 2004  | Palomar       | NEAT            | —         | MPC                           |
| 405480     | 2004 XX    | 1 dez 2004  | Palomar       | NEAT            | —         | MPC                           |
| 405481     | 2004 XG2   | 1 dez 2004  | Palomar       | NEAT            | —         | MPC                           |
| 405482     | 2004 XT2   | 2 dez 2004  | Catalina      | CSS             | —         | MPC                           |
| 405483     | 2004 XR6   | 2 dez 2004  | Socorro       | LINEAR          | —         | MPC                           |
| 405484     | 2004 XP11  | 3 dez 2004  | Kitt Peak     | Spacewatch      | —         | MPC                           |
| 405485     | 2004 XW16  | 3 dez 2004  | Kitt Peak     | Spacewatch      | —         | MPC                           |
| 405486     | 2004 XU18  | 8 dez 2004  | Socorro       | LINEAR          | —         | MPC                           |
| 405487     | 2004 XH67  | 3 dez 2004  | Kitt Peak     | Spacewatch      | —         | MPC                           |
| 405488     | 2004 XZ68  | 3 nov 2004  | Kitt Peak     | Spacewatch      | —         | MPC                           |
| 405489     | 2004 XZ91  | 11 dez 2004 | Kitt Peak     | Spacewatch      | —         | MPC                           |
| 405490     | 2004 XR92  | 4 nov 2004  | Kitt Peak     | Spacewatch      | —         | MPC                           |
| 405491     | 2004 XF103 | 14 dez 2004 | Catalina      | CSS             | —         | MPC                           |
| 405492     | 2004 XE104 | 9 dez 2004  | Kitt Peak     | Spacewatch      | —         | MPC                           |
| 405493     | 2004 XE108 | 11 dez 2004 | Socorro       | LINEAR          | —         | MPC                           |
| 405494     | 2004 XY150 | 2 dez 2004  | Kitt Peak     | Spacewatch      | —         | MPC                           |
| 405495     | 2004 XP154 | 15 dez 2004 | Kitt Peak     | Spacewatch      | —         | MPC                           |
| 405496     | 2004 XL182 | 1 dez 2004  | Catalina      | CSS             | —         | MPC                           |
| 405497     | 2004 XS191 | 11 dez 2004 | Catalina      | CSS             | —         | MPC                           |
| 405498     | 2004 XQ192 | 2 dez 2004  | Kitt Peak     | Spacewatch      | —         | MPC                           |
| 405499     | 2005 AR12  | 6 jan 2005  | Socorro       | LINEAR          | —         | MPC                           |
| 405500     | 2005 AY23  | 7 jan 2005  | Kitt Peak     | Spacewatch      | —         | MPC                           |

## 405501–405600
| Designação | Designação | Descoberta  | Descoberta       | Descobridor(es)        | Categoria | Mais informações / Referência |
| Permanente | Provisória | Data        | Local            | Descobridor(es)        | Categoria | Mais informações / Referência |
| ---------- | ---------- | ----------- | ---------------- | ---------------------- | --------- | ----------------------------- |
| 405501     | 2005 AH32  | 11 jan 2005 | Socorro          | LINEAR                 | —         | MPC                           |
| 405502     | 2005 AY39  | 15 jan 2005 | Anderson Mesa    | LONEOS                 | —         | MPC                           |
| 405503     | 2005 AW40  | 15 jan 2005 | Socorro          | LINEAR                 | —         | MPC                           |
| 405504     | 2005 AN47  | 13 jan 2005 | Kitt Peak        | Spacewatch             | —         | MPC                           |
| 405505     | 2005 AO61  | 15 jan 2005 | Kitt Peak        | Spacewatch             | —         | MPC                           |
| 405506     | 2005 AB65  | 13 jan 2005 | Kitt Peak        | Spacewatch             | —         | MPC                           |
| 405507     | 2005 AT68  | 13 jan 2005 | Kitt Peak        | Spacewatch             | —         | MPC                           |
| 405508     | 2005 BG2   | 16 jan 2005 | Anderson Mesa    | LONEOS                 | —         | MPC                           |
| 405509     | 2005 BT7   | 16 jan 2005 | Socorro          | LINEAR                 | —         | MPC                           |
| 405510     | 2005 BD18  | 16 jan 2005 | Socorro          | LINEAR                 | —         | MPC                           |
| 405511     | 2005 BO49  | 17 jan 2005 | Catalina         | CSS                    | —         | MPC                           |
| 405512     | 2005 CF7   | 21 dez 2004 | Catalina         | CSS                    | —         | MPC                           |
| 405513     | 2005 CM27  | 2 fev 2005  | Socorro          | LINEAR                 | —         | MPC                           |
| 405514     | 2005 CR40  | 9 fev 2005  | La Silla         | A. Boattini, H. Scholl | —         | MPC                           |
| 405515     | 2005 CD44  | 2 fev 2005  | Kitt Peak        | Spacewatch             | —         | MPC                           |
| 405516     | 2005 CL49  | 2 fev 2005  | Catalina         | CSS                    | —         | MPC                           |
| 405517     | 2005 CQ61  | 9 fev 2005  | Kitt Peak        | Spacewatch             | Juno      | MPC                           |
| 405518     | 2005 CJ67  | 15 fev 2005 | Gnosca           | S. Sposetti            | —         | MPC                           |
| 405519     | 2005 CS80  | 1 fev 2005  | Catalina         | CSS                    | —         | MPC                           |
| 405520     | 2005 EA1   | 1 mar 2005  | Kitt Peak        | Spacewatch             | —         | MPC                           |
| 405521     | 2005 EQ30  | 3 mar 2005  | Kitt Peak        | Spacewatch             | —         | MPC                           |
| 405522     | 2005 EM53  | 4 mar 2005  | Kitt Peak        | Spacewatch             | —         | MPC                           |
| 405523     | 2005 EG60  | 4 mar 2005  | Catalina         | CSS                    | —         | MPC                           |
| 405524     | 2005 EC65  | 4 mar 2005  | Socorro          | LINEAR                 | —         | MPC                           |
| 405525     | 2005 EA70  | 8 mar 2005  | Socorro          | LINEAR                 | Juno      | MPC                           |
| 405526     | 2005 EY104 | 4 mar 2005  | Mount Lemmon     | Mount Lemmon Survey    | —         | MPC                           |
| 405527     | 2005 EH130 | 9 mar 2005  | Mount Lemmon     | Mount Lemmon Survey    | Juno      | MPC                           |
| 405528     | 2005 EZ131 | 9 mar 2005  | Catalina         | CSS                    | —         | MPC                           |
| 405529     | 2005 EQ141 | 14 fev 2005 | Kitt Peak        | Spacewatch             | —         | MPC                           |
| 405530     | 2005 EM159 | 9 mar 2005  | Mount Lemmon     | Mount Lemmon Survey    | —         | MPC                           |
| 405531     | 2005 EK168 | 11 mar 2005 | Mount Lemmon     | Mount Lemmon Survey    | —         | MPC                           |
| 405532     | 2005 EE172 | 7 mar 2005  | Socorro          | LINEAR                 | —         | MPC                           |
| 405533     | 2005 EM256 | 11 mar 2005 | Mount Lemmon     | Mount Lemmon Survey    | —         | MPC                           |
| 405534     | 2005 EN295 | 15 mar 2005 | Catalina         | CSS                    | —         | MPC                           |
| 405535     | 2005 EN310 | 10 mar 2005 | Mount Lemmon     | Mount Lemmon Survey    | —         | MPC                           |
| 405536     | 2005 EZ311 | 10 mar 2005 | Mount Lemmon     | Mount Lemmon Survey    | —         | MPC                           |
| 405537     | 2005 EQ328 | 4 mar 2005  | Mount Lemmon     | Mount Lemmon Survey    | —         | MPC                           |
| 405538     | 2005 GR3   | 1 abr 2005  | Kitt Peak        | Spacewatch             | —         | MPC                           |
| 405539     | 2005 GY28  | 4 abr 2005  | Kitt Peak        | Spacewatch             | —         | MPC                           |
| 405540     | 2005 GR38  | 4 abr 2005  | Kitt Peak        | Spacewatch             | —         | MPC                           |
| 405541     | 2005 GM44  | 5 abr 2005  | Palomar          | NEAT                   | —         | MPC                           |
| 405542     | 2005 GE49  | 5 abr 2005  | Mount Lemmon     | Mount Lemmon Survey    | —         | MPC                           |
| 405543     | 2005 GN97  | 7 abr 2005  | Kitt Peak        | Spacewatch             | —         | MPC                           |
| 405544     | 2005 GH99  | 7 abr 2005  | Kitt Peak        | Spacewatch             | —         | MPC                           |
| 405545     | 2005 GN209 | 6 abr 2005  | Catalina         | CSS                    | —         | MPC                           |
| 405546     | 2005 JU21  | 6 mai 2005  | Catalina         | CSS                    | —         | MPC                           |
| 405547     | 2005 JV35  | 4 mai 2005  | Kitt Peak        | Spacewatch             | —         | MPC                           |
| 405548     | 2005 JH65  | 11 abr 2005 | Kitt Peak        | Spacewatch             | —         | MPC                           |
| 405549     | 2005 JO121 | 10 mai 2005 | Kitt Peak        | Spacewatch             | —         | MPC                           |
| 405550     | 2005 JM133 | 14 mai 2005 | Kitt Peak        | Spacewatch             | —         | MPC                           |
| 405551     | 2005 JM166 | 11 mai 2005 | Palomar          | NEAT                   | —         | MPC                           |
| 405552     | 2005 KF5   | 18 mai 2005 | Palomar          | NEAT                   | Phocaea   | MPC                           |
| 405553     | 2005 LP5   | 2 jun 2005  | Siding Spring    | SSS                    | —         | MPC                           |
| 405554     | 2005 LB7   | 1 jun 2005  | Kitt Peak        | Spacewatch             | —         | MPC                           |
| 405555     | 2005 LQ14  | 20 mai 2005 | Mount Lemmon     | Mount Lemmon Survey    | —         | MPC                           |
| 405556     | 2005 ML48  | 14 mai 2005 | Mount Lemmon     | Mount Lemmon Survey    | —         | MPC                           |
| 405557     | 2005 NF15  | 2 jul 2005  | Kitt Peak        | Spacewatch             | —         | MPC                           |
| 405558     | 2005 NP43  | 6 jul 2005  | Kitt Peak        | Spacewatch             | —         | MPC                           |
| 405559     | 2005 NU55  | 4 jul 2005  | Catalina         | CSS                    | —         | MPC                           |
| 405560     | 2005 NP118 | 7 jul 2005  | Mauna Kea        | C. Veillet             | —         | MPC                           |
| 405561     | 2005 NQ123 | 10 jul 2005 | Siding Spring    | SSS                    | —         | MPC                           |
| 405562     | 2005 OJ3   | 30 jul 2005 | Campo Imperatore | CINEOS                 | —         | MPC                           |
| 405563     | 2005 OC9   | 26 jul 2005 | Palomar          | NEAT                   | —         | MPC                           |
| 405564     | 2005 ON27  | 31 jul 2005 | Palomar          | NEAT                   | —         | MPC                           |
| 405565     | 2005 QF11  | 27 ago 2005 | Pla D'Arguines   | R. Ferrando            | —         | MPC                           |
| 405566     | 2005 QC19  | 25 ago 2005 | Campo Imperatore | CINEOS                 | Phocaea   | MPC                           |
| 405567     | 2005 QQ50  | 26 ago 2005 | Palomar          | NEAT                   | —         | MPC                           |
| 405568     | 2005 QB60  | 26 ago 2005 | Campo Imperatore | CINEOS                 | —         | MPC                           |
| 405569     | 2005 QR65  | 27 ago 2005 | Anderson Mesa    | LONEOS                 | —         | MPC                           |
| 405570     | 2005 QR67  | 28 ago 2005 | Kitt Peak        | Spacewatch             | —         | MPC                           |
| 405571     | 2005 QE87  | 31 ago 2005 | Piszkéstető      | Piszkéstető Stn.       | —         | MPC                           |
| 405572     | 2005 QR93  | 26 ago 2005 | Palomar          | NEAT                   | —         | MPC                           |
| 405573     | 2005 QW122 | 28 ago 2005 | Kitt Peak        | Spacewatch             | —         | MPC                           |
| 405574     | 2005 QB124 | 28 ago 2005 | Kitt Peak        | Spacewatch             | —         | MPC                           |
| 405575     | 2005 QY128 | 28 ago 2005 | Kitt Peak        | Spacewatch             | —         | MPC                           |
| 405576     | 2005 QY134 | 28 ago 2005 | Kitt Peak        | Spacewatch             | —         | MPC                           |
| 405577     | 2005 QM135 | 28 ago 2005 | Kitt Peak        | Spacewatch             | —         | MPC                           |
| 405578     | 2005 QB140 | 28 ago 2005 | Kitt Peak        | Spacewatch             | —         | MPC                           |
| 405579     | 2005 QY142 | 31 ago 2005 | Kitt Peak        | Spacewatch             | —         | MPC                           |
| 405580     | 2005 QZ173 | 31 ago 2005 | Kitt Peak        | Spacewatch             | —         | MPC                           |
| 405581     | 2005 QT189 | 29 ago 2005 | Kitt Peak        | Spacewatch             | —         | MPC                           |
| 405582     | 2005 RK13  | 1 set 2005  | Palomar          | NEAT                   | —         | MPC                           |
| 405583     | 2005 RZ44  | 3 set 2005  | Palomar          | NEAT                   | —         | MPC                           |
| 405584     | 2005 RJ48  | 1 set 2005  | Palomar          | NEAT                   | —         | MPC                           |
| 405585     | 2005 SF9   | 8 ago 2005  | Siding Spring    | SSS                    | —         | MPC                           |
| 405586     | 2005 ST13  | 24 set 2005 | Kitt Peak        | Spacewatch             | Eos       | MPC                           |
| 405587     | 2005 SY14  | 26 set 2005 | Kitt Peak        | Spacewatch             | —         | MPC                           |
| 405588     | 2005 SM29  | 23 set 2005 | Kitt Peak        | Spacewatch             | —         | MPC                           |
| 405589     | 2005 SL30  | 1 set 2005  | Kitt Peak        | Spacewatch             | —         | MPC                           |
| 405590     | 2005 SE45  | 24 set 2005 | Kitt Peak        | Spacewatch             | —         | MPC                           |
| 405591     | 2005 SK46  | 24 set 2005 | Kitt Peak        | Spacewatch             | —         | MPC                           |
| 405592     | 2005 SV46  | 24 set 2005 | Kitt Peak        | Spacewatch             | —         | MPC                           |
| 405593     | 2005 SM55  | 25 set 2005 | Kitt Peak        | Spacewatch             | —         | MPC                           |
| 405594     | 2005 SH61  | 26 set 2005 | Kitt Peak        | Spacewatch             | —         | MPC                           |
| 405595     | 2005 SJ74  | 14 set 2005 | Kitt Peak        | Spacewatch             | —         | MPC                           |
| 405596     | 2005 SE79  | 24 set 2005 | Kitt Peak        | Spacewatch             | —         | MPC                           |
| 405597     | 2005 SR80  | 24 set 2005 | Kitt Peak        | Spacewatch             | —         | MPC                           |
| 405598     | 2005 SF86  | 24 set 2005 | Kitt Peak        | Spacewatch             | —         | MPC                           |
| 405599     | 2005 SD94  | 11 set 2005 | Kitt Peak        | Spacewatch             | —         | MPC                           |
| 405600     | 2005 SC102 | 25 set 2005 | Kitt Peak        | Spacewatch             | —         | MPC                           |

## 405601–405700
| Designação | Designação | Descoberta  | Descoberta    | Descobridor(es)     | Categoria | Mais informações / Referência |
| Permanente | Provisória | Data        | Local         | Descobridor(es)     | Categoria | Mais informações / Referência |
| ---------- | ---------- | ----------- | ------------- | ------------------- | --------- | ----------------------------- |
| 405601     | 2005 SS106 | 26 set 2005 | Kitt Peak     | Spacewatch          | —         | MPC                           |
| 405602     | 2005 SU108 | 26 set 2005 | Kitt Peak     | Spacewatch          | —         | MPC                           |
| 405603     | 2005 SD114 | 27 set 2005 | Kitt Peak     | Spacewatch          | —         | MPC                           |
| 405604     | 2005 SV116 | 29 ago 2005 | Kitt Peak     | Spacewatch          | —         | MPC                           |
| 405605     | 2005 SZ131 | 29 set 2005 | Kitt Peak     | Spacewatch          | —         | MPC                           |
| 405606     | 2005 SK141 | 25 set 2005 | Kitt Peak     | Spacewatch          | —         | MPC                           |
| 405607     | 2005 SA145 | 25 set 2005 | Kitt Peak     | Spacewatch          | Eos       | MPC                           |
| 405608     | 2005 SG159 | 26 set 2005 | Kitt Peak     | Spacewatch          | —         | MPC                           |
| 405609     | 2005 SN166 | 28 set 2005 | Palomar       | NEAT                | —         | MPC                           |
| 405610     | 2005 SL167 | 28 set 2005 | Palomar       | NEAT                | —         | MPC                           |
| 405611     | 2005 SN171 | 29 set 2005 | Kitt Peak     | Spacewatch          | —         | MPC                           |
| 405612     | 2005 SF176 | 29 set 2005 | Kitt Peak     | Spacewatch          | —         | MPC                           |
| 405613     | 2005 SH177 | 29 set 2005 | Kitt Peak     | Spacewatch          | —         | MPC                           |
| 405614     | 2005 SP177 | 29 set 2005 | Kitt Peak     | Spacewatch          | —         | MPC                           |
| 405615     | 2005 SC185 | 29 set 2005 | Kitt Peak     | Spacewatch          | —         | MPC                           |
| 405616     | 2005 SK185 | 29 set 2005 | Kitt Peak     | Spacewatch          | —         | MPC                           |
| 405617     | 2005 SH188 | 29 set 2005 | Mount Lemmon  | Mount Lemmon Survey | —         | MPC                           |
| 405618     | 2005 SY198 | 30 set 2005 | Kitt Peak     | Spacewatch          | —         | MPC                           |
| 405619     | 2005 SU200 | 30 set 2005 | Kitt Peak     | Spacewatch          | Hanna     | MPC                           |
| 405620     | 2005 SQ215 | 30 set 2005 | Catalina      | CSS                 | —         | MPC                           |
| 405621     | 2005 SH218 | 30 set 2005 | Palomar       | NEAT                | —         | MPC                           |
| 405622     | 2005 SC228 | 24 set 2005 | Kitt Peak     | Spacewatch          | —         | MPC                           |
| 405623     | 2005 SP228 | 13 set 2005 | Kitt Peak     | Spacewatch          | —         | MPC                           |
| 405624     | 2005 ST230 | 30 set 2005 | Mount Lemmon  | Mount Lemmon Survey | —         | MPC                           |
| 405625     | 2005 SM267 | 29 ago 2005 | Anderson Mesa | LONEOS              | —         | MPC                           |
| 405626     | 2005 SS271 | 26 set 2005 | Kitt Peak     | Spacewatch          | —         | MPC                           |
| 405627     | 2005 SL275 | 29 set 2005 | Kitt Peak     | Spacewatch          | —         | MPC                           |
| 405628     | 2005 SW280 | 29 set 2005 | Catalina      | CSS                 | —         | MPC                           |
| 405629     | 2005 TG5   | 1 out 2005  | Catalina      | CSS                 | —         | MPC                           |
| 405630     | 2005 TX7   | 1 out 2005  | Kitt Peak     | Spacewatch          | —         | MPC                           |
| 405631     | 2005 TS8   | 1 out 2005  | Kitt Peak     | Spacewatch          | —         | MPC                           |
| 405632     | 2005 TZ9   | 2 out 2005  | Palomar       | NEAT                | —         | MPC                           |
| 405633     | 2005 TC28  | 1 out 2005  | Kitt Peak     | Spacewatch          | —         | MPC                           |
| 405634     | 2005 TB37  | 14 set 2005 | Kitt Peak     | Spacewatch          | —         | MPC                           |
| 405635     | 2005 TF39  | 1 out 2005  | Mount Lemmon  | Mount Lemmon Survey | —         | MPC                           |
| 405636     | 2005 TE41  | 25 set 2005 | Kitt Peak     | Spacewatch          | —         | MPC                           |
| 405637     | 2005 TY43  | 3 out 2005  | Catalina      | CSS                 | —         | MPC                           |
| 405638     | 2005 TR66  | 5 out 2005  | Mount Lemmon  | Mount Lemmon Survey | —         | MPC                           |
| 405639     | 2005 TO67  | 5 out 2005  | Mount Lemmon  | Mount Lemmon Survey | —         | MPC                           |
| 405640     | 2005 TY90  | 23 set 2005 | Kitt Peak     | Spacewatch          | —         | MPC                           |
| 405641     | 2005 TK91  | 23 set 2005 | Kitt Peak     | Spacewatch          | —         | MPC                           |
| 405642     | 2005 TT92  | 25 set 2005 | Kitt Peak     | Spacewatch          | —         | MPC                           |
| 405643     | 2005 TJ98  | 31 ago 2005 | Kitt Peak     | Spacewatch          | —         | MPC                           |
| 405644     | 2005 TW100 | 1 out 2005  | Catalina      | CSS                 | —         | MPC                           |
| 405645     | 2005 TF113 | 7 out 2005  | Kitt Peak     | Spacewatch          | —         | MPC                           |
| 405646     | 2005 TF115 | 7 out 2005  | Kitt Peak     | Spacewatch          | —         | MPC                           |
| 405647     | 2005 TE125 | 26 set 2005 | Kitt Peak     | Spacewatch          | —         | MPC                           |
| 405648     | 2005 TY132 | 7 out 2005  | Kitt Peak     | Spacewatch          | —         | MPC                           |
| 405649     | 2005 TU138 | 8 out 2005  | Kitt Peak     | Spacewatch          | —         | MPC                           |
| 405650     | 2005 TP142 | 8 out 2005  | Kitt Peak     | Spacewatch          | —         | MPC                           |
| 405651     | 2005 TE157 | 9 out 2005  | Kitt Peak     | Spacewatch          | —         | MPC                           |
| 405652     | 2005 TS162 | 9 out 2005  | Kitt Peak     | Spacewatch          | —         | MPC                           |
| 405653     | 2005 TL197 | 11 out 2005 | Anderson Mesa | LONEOS              | —         | MPC                           |
| 405654     | 2005 UP26  | 23 out 2005 | Kitt Peak     | Spacewatch          | —         | MPC                           |
| 405655     | 2005 UB29  | 23 out 2005 | Catalina      | CSS                 | —         | MPC                           |
| 405656     | 2005 UU66  | 22 out 2005 | Palomar       | NEAT                | —         | MPC                           |
| 405657     | 2005 UY69  | 23 out 2005 | Catalina      | CSS                 | —         | MPC                           |
| 405658     | 2005 UR76  | 15 set 2005 | Socorro       | LINEAR              | —         | MPC                           |
| 405659     | 2005 US85  | 7 out 2005  | Catalina      | CSS                 | —         | MPC                           |
| 405660     | 2005 UJ97  | 22 out 2005 | Kitt Peak     | Spacewatch          | —         | MPC                           |
| 405661     | 2005 UR105 | 22 out 2005 | Kitt Peak     | Spacewatch          | —         | MPC                           |
| 405662     | 2005 UR111 | 22 out 2005 | Kitt Peak     | Spacewatch          | —         | MPC                           |
| 405663     | 2005 UQ125 | 24 out 2005 | Kitt Peak     | Spacewatch          | —         | MPC                           |
| 405664     | 2005 UE140 | 30 set 2005 | Mount Lemmon  | Mount Lemmon Survey | —         | MPC                           |
| 405665     | 2005 UX156 | 24 out 2005 | Kitt Peak     | Spacewatch          | —         | MPC                           |
| 405666     | 2005 UC158 | 5 out 2005  | Kitt Peak     | Spacewatch          | —         | MPC                           |
| 405667     | 2005 UW170 | 24 out 2005 | Kitt Peak     | Spacewatch          | —         | MPC                           |
| 405668     | 2005 UH171 | 24 out 2005 | Kitt Peak     | Spacewatch          | —         | MPC                           |
| 405669     | 2005 UT185 | 25 out 2005 | Mount Lemmon  | Mount Lemmon Survey | —         | MPC                           |
| 405670     | 2005 UC187 | 26 out 2005 | Kitt Peak     | Spacewatch          | —         | MPC                           |
| 405671     | 2005 UP187 | 29 set 2005 | Mount Lemmon  | Mount Lemmon Survey | —         | MPC                           |
| 405672     | 2005 UR189 | 27 out 2005 | Mount Lemmon  | Mount Lemmon Survey | —         | MPC                           |
| 405673     | 2005 UX189 | 27 out 2005 | Mount Lemmon  | Mount Lemmon Survey | —         | MPC                           |
| 405674     | 2005 UN192 | 27 out 2005 | Kitt Peak     | Spacewatch          | —         | MPC                           |
| 405675     | 2005 UF200 | 25 out 2005 | Kitt Peak     | Spacewatch          | —         | MPC                           |
| 405676     | 2005 UE212 | 27 out 2005 | Kitt Peak     | Spacewatch          | —         | MPC                           |
| 405677     | 2005 UZ220 | 25 out 2005 | Kitt Peak     | Spacewatch          | —         | MPC                           |
| 405678     | 2005 UL227 | 1 out 2005  | Mount Lemmon  | Mount Lemmon Survey | —         | MPC                           |
| 405679     | 2005 US227 | 25 out 2005 | Kitt Peak     | Spacewatch          | —         | MPC                           |
| 405680     | 2005 UY240 | 25 out 2005 | Kitt Peak     | Spacewatch          | —         | MPC                           |
| 405681     | 2005 UU247 | 29 set 2005 | Mount Lemmon  | Mount Lemmon Survey | —         | MPC                           |
| 405682     | 2005 UX250 | 23 out 2005 | Catalina      | CSS                 | —         | MPC                           |
| 405683     | 2005 UE269 | 25 set 2005 | Kitt Peak     | Spacewatch          | —         | MPC                           |
| 405684     | 2005 UG279 | 24 out 2005 | Kitt Peak     | Spacewatch          | —         | MPC                           |
| 405685     | 2005 UR286 | 26 out 2005 | Kitt Peak     | Spacewatch          | —         | MPC                           |
| 405686     | 2005 UX305 | 27 out 2005 | Mount Lemmon  | Mount Lemmon Survey | —         | MPC                           |
| 405687     | 2005 UH306 | 27 out 2005 | Mount Lemmon  | Mount Lemmon Survey | —         | MPC                           |
| 405688     | 2005 UU319 | 27 out 2005 | Kitt Peak     | Spacewatch          | —         | MPC                           |
| 405689     | 2005 UA320 | 27 out 2005 | Kitt Peak     | Spacewatch          | —         | MPC                           |
| 405690     | 2005 UB323 | 22 out 2005 | Kitt Peak     | Spacewatch          | —         | MPC                           |
| 405691     | 2005 UK327 | 29 out 2005 | Kitt Peak     | Spacewatch          | —         | MPC                           |
| 405692     | 2005 UH338 | 1 out 2005  | Mount Lemmon  | Mount Lemmon Survey | —         | MPC                           |
| 405693     | 2005 UX344 | 29 out 2005 | Mount Lemmon  | Mount Lemmon Survey | —         | MPC                           |
| 405694     | 2005 UO362 | 27 out 2005 | Kitt Peak     | Spacewatch          | —         | MPC                           |
| 405695     | 2005 UU366 | 22 out 2005 | Kitt Peak     | Spacewatch          | —         | MPC                           |
| 405696     | 2005 UG388 | 26 out 2005 | Kitt Peak     | Spacewatch          | —         | MPC                           |
| 405697     | 2005 UH398 | 30 out 2005 | Socorro       | LINEAR              | —         | MPC                           |
| 405698     | 2005 UO418 | 7 out 2005  | Mount Lemmon  | Mount Lemmon Survey | —         | MPC                           |
| 405699     | 2005 UC491 | 10 out 2005 | Catalina      | CSS                 | Eos       | MPC                           |
| 405700     | 2005 UG500 | 27 out 2005 | Anderson Mesa | LONEOS              | —         | MPC                           |

## 405701–405800
| Designação | Designação | Descoberta  | Descoberta    | Descobridor(es)     | Categoria | Mais informações / Referência |
| Permanente | Provisória | Data        | Local         | Descobridor(es)     | Categoria | Mais informações / Referência |
| ---------- | ---------- | ----------- | ------------- | ------------------- | --------- | ----------------------------- |
| 405701     | 2005 UX514 | 22 out 2005 | Apache Point  | A. C. Becker        | —         | MPC                           |
| 405702     | 2005 UV521 | 26 out 2005 | Apache Point  | A. C. Becker        | —         | MPC                           |
| 405703     | 2005 UZ527 | 30 set 2005 | Mount Lemmon  | Mount Lemmon Survey | —         | MPC                           |
| 405704     | 2005 VV59  | 25 out 2005 | Kitt Peak     | Spacewatch          | —         | MPC                           |
| 405705     | 2005 VH64  | 1 nov 2005  | Mount Lemmon  | Mount Lemmon Survey | —         | MPC                           |
| 405706     | 2005 VK65  | 1 nov 2005  | Mount Lemmon  | Mount Lemmon Survey | —         | MPC                           |
| 405707     | 2005 VZ65  | 1 nov 2005  | Mount Lemmon  | Mount Lemmon Survey | —         | MPC                           |
| 405708     | 2005 VX86  | 28 out 2005 | Mount Lemmon  | Mount Lemmon Survey | —         | MPC                           |
| 405709     | 2005 VR91  | 28 out 2005 | Mount Lemmon  | Mount Lemmon Survey | —         | MPC                           |
| 405710     | 2005 VA131 | 1 nov 2005  | Apache Point  | A. C. Becker        | —         | MPC                           |
| 405711     | 2005 VN135 | 12 nov 2005 | Kitt Peak     | Spacewatch          | —         | MPC                           |
| 405712     | 2005 WJ28  | 21 nov 2005 | Kitt Peak     | Spacewatch          | —         | MPC                           |
| 405713     | 2005 WK35  | 22 nov 2005 | Kitt Peak     | Spacewatch          | —         | MPC                           |
| 405714     | 2005 WO36  | 22 nov 2005 | Kitt Peak     | Spacewatch          | —         | MPC                           |
| 405715     | 2005 WU39  | 25 nov 2005 | Mount Lemmon  | Mount Lemmon Survey | —         | MPC                           |
| 405716     | 2005 WR42  | 21 nov 2005 | Kitt Peak     | Spacewatch          | —         | MPC                           |
| 405717     | 2005 WB66  | 5 nov 2005  | Kitt Peak     | Spacewatch          | —         | MPC                           |
| 405718     | 2005 WK79  | 25 nov 2005 | Kitt Peak     | Spacewatch          | —         | MPC                           |
| 405719     | 2005 WR103 | 31 out 2005 | Catalina      | CSS                 | —         | MPC                           |
| 405720     | 2005 WT114 | 28 nov 2005 | Catalina      | CSS                 | —         | MPC                           |
| 405721     | 2005 WR143 | 22 nov 2005 | Kitt Peak     | Spacewatch          | —         | MPC                           |
| 405722     | 2005 WV157 | 30 out 2005 | Mount Lemmon  | Mount Lemmon Survey | —         | MPC                           |
| 405723     | 2005 WF163 | 29 nov 2005 | Kitt Peak     | Spacewatch          | —         | MPC                           |
| 405724     | 2005 WJ172 | 4 nov 2005  | Kitt Peak     | Spacewatch          | —         | MPC                           |
| 405725     | 2005 WC211 | 29 nov 2005 | Kitt Peak     | Spacewatch          | Eos       | MPC                           |
| 405726     | 2005 XJ    | 1 dez 2005  | Junk Bond     | D. Healy            | —         | MPC                           |
| 405727     | 2005 XS23  | 2 dez 2005  | Socorro       | LINEAR              | —         | MPC                           |
| 405728     | 2005 XQ25  | 4 dez 2005  | Mount Lemmon  | Mount Lemmon Survey | —         | MPC                           |
| 405729     | 2005 XN40  | 5 dez 2005  | Mount Lemmon  | Mount Lemmon Survey | —         | MPC                           |
| 405730     | 2005 XM64  | 6 dez 2005  | Kitt Peak     | Spacewatch          | —         | MPC                           |
| 405731     | 2005 YS7   | 22 dez 2005 | Kitt Peak     | Spacewatch          | —         | MPC                           |
| 405732     | 2005 YQ12  | 21 dez 2005 | Kitt Peak     | Spacewatch          | —         | MPC                           |
| 405733     | 2005 YR13  | 27 out 2005 | Mount Lemmon  | Mount Lemmon Survey | Brangane  | MPC                           |
| 405734     | 2005 YA15  | 6 nov 2005  | Mount Lemmon  | Mount Lemmon Survey | —         | MPC                           |
| 405735     | 2005 YR22  | 24 dez 2005 | Kitt Peak     | Spacewatch          | —         | MPC                           |
| 405736     | 2005 YV25  | 24 dez 2005 | Kitt Peak     | Spacewatch          | —         | MPC                           |
| 405737     | 2005 YD26  | 24 dez 2005 | Kitt Peak     | Spacewatch          | —         | MPC                           |
| 405738     | 2005 YT30  | 22 dez 2005 | Kitt Peak     | Spacewatch          | —         | MPC                           |
| 405739     | 2005 YT33  | 30 nov 2005 | Mount Lemmon  | Mount Lemmon Survey | —         | MPC                           |
| 405740     | 2005 YT39  | 22 dez 2005 | Kitt Peak     | Spacewatch          | —         | MPC                           |
| 405741     | 2005 YV40  | 25 dez 2005 | Mount Lemmon  | Mount Lemmon Survey | Brangane  | MPC                           |
| 405742     | 2005 YD58  | 24 dez 2005 | Kitt Peak     | Spacewatch          | —         | MPC                           |
| 405743     | 2005 YV67  | 5 dez 2005  | Mount Lemmon  | Mount Lemmon Survey | —         | MPC                           |
| 405744     | 2005 YA70  | 1 out 2005  | Mount Lemmon  | Mount Lemmon Survey | —         | MPC                           |
| 405745     | 2005 YW77  | 24 dez 2005 | Kitt Peak     | Spacewatch          | —         | MPC                           |
| 405746     | 2005 YF81  | 4 dez 2005  | Mount Lemmon  | Mount Lemmon Survey | —         | MPC                           |
| 405747     | 2005 YT105 | 25 dez 2005 | Kitt Peak     | Spacewatch          | —         | MPC                           |
| 405748     | 2005 YE106 | 25 dez 2005 | Kitt Peak     | Spacewatch          | Brangane  | MPC                           |
| 405749     | 2005 YX107 | 4 dez 2005  | Mount Lemmon  | Mount Lemmon Survey | —         | MPC                           |
| 405750     | 2005 YJ109 | 25 dez 2005 | Kitt Peak     | Spacewatch          | —         | MPC                           |
| 405751     | 2005 YX117 | 25 dez 2005 | Kitt Peak     | Spacewatch          | —         | MPC                           |
| 405752     | 2005 YT122 | 24 dez 2005 | Socorro       | LINEAR              | —         | MPC                           |
| 405753     | 2005 YF127 | 30 out 2005 | Mount Lemmon  | Mount Lemmon Survey | —         | MPC                           |
| 405754     | 2005 YK129 | 24 dez 2005 | Kitt Peak     | Spacewatch          | —         | MPC                           |
| 405755     | 2005 YC133 | 26 dez 2005 | Kitt Peak     | Spacewatch          | —         | MPC                           |
| 405756     | 2005 YK133 | 26 dez 2005 | Kitt Peak     | Spacewatch          | —         | MPC                           |
| 405757     | 2005 YK138 | 26 dez 2005 | Kitt Peak     | Spacewatch          | —         | MPC                           |
| 405758     | 2005 YO148 | 25 dez 2005 | Kitt Peak     | Spacewatch          | —         | MPC                           |
| 405759     | 2005 YJ149 | 25 dez 2005 | Kitt Peak     | Spacewatch          | —         | MPC                           |
| 405760     | 2005 YN151 | 25 dez 2005 | Kitt Peak     | Spacewatch          | —         | MPC                           |
| 405761     | 2005 YD152 | 27 dez 2005 | Mount Lemmon  | Mount Lemmon Survey | —         | MPC                           |
| 405762     | 2005 YO180 | 29 dez 2005 | Mauna Kea     | D. J. Tholen        | —         | MPC                           |
| 405763     | 2005 YS183 | 27 dez 2005 | Kitt Peak     | Spacewatch          | —         | MPC                           |
| 405764     | 2005 YF184 | 27 dez 2005 | Kitt Peak     | Spacewatch          | Brangane  | MPC                           |
| 405765     | 2005 YW185 | 30 dez 2005 | Kitt Peak     | Spacewatch          | —         | MPC                           |
| 405766     | 2005 YW189 | 30 dez 2005 | Kitt Peak     | Spacewatch          | —         | MPC                           |
| 405767     | 2005 YA203 | 25 dez 2005 | Kitt Peak     | Spacewatch          | —         | MPC                           |
| 405768     | 2005 YP218 | 30 dez 2005 | Mount Lemmon  | Mount Lemmon Survey | —         | MPC                           |
| 405769     | 2005 YY223 | 24 dez 2005 | Kitt Peak     | Spacewatch          | —         | MPC                           |
| 405770     | 2005 YV224 | 5 dez 2005  | Kitt Peak     | Spacewatch          | —         | MPC                           |
| 405771     | 2005 YW228 | 25 dez 2005 | Mount Lemmon  | Mount Lemmon Survey | —         | MPC                           |
| 405772     | 2005 YW239 | 29 dez 2005 | Kitt Peak     | Spacewatch          | Brangane  | MPC                           |
| 405773     | 2005 YX252 | 29 dez 2005 | Kitt Peak     | Spacewatch          | —         | MPC                           |
| 405774     | 2005 YF275 | 27 dez 2005 | Mount Lemmon  | Mount Lemmon Survey | —         | MPC                           |
| 405775     | 2005 YC281 | 25 dez 2005 | Kitt Peak     | Spacewatch          | Brangane  | MPC                           |
| 405776     | 2006 AP    | 1 jan 2006  | Catalina      | CSS                 | —         | MPC                           |
| 405777     | 2006 AZ    | 2 jan 2006  | Socorro       | LINEAR              | —         | MPC                           |
| 405778     | 2006 AM13  | 21 dez 2005 | Kitt Peak     | Spacewatch          | —         | MPC                           |
| 405779     | 2006 AB22  | 5 jan 2006  | Catalina      | CSS                 | —         | MPC                           |
| 405780     | 2006 AZ34  | 4 jan 2006  | Kitt Peak     | Spacewatch          | —         | MPC                           |
| 405781     | 2006 AN35  | 28 dez 2005 | Kitt Peak     | Spacewatch          | —         | MPC                           |
| 405782     | 2006 AX35  | 27 out 2005 | Mount Lemmon  | Mount Lemmon Survey | —         | MPC                           |
| 405783     | 2006 AE43  | 6 jan 2006  | Kitt Peak     | Spacewatch          | Brangane  | MPC                           |
| 405784     | 2006 AD44  | 7 jan 2006  | Anderson Mesa | LONEOS              | —         | MPC                           |
| 405785     | 2006 AP48  | 8 jan 2006  | Mount Lemmon  | Mount Lemmon Survey | —         | MPC                           |
| 405786     | 2006 AN53  | 5 jan 2006  | Kitt Peak     | Spacewatch          | —         | MPC                           |
| 405787     | 2006 AN58  | 4 jan 2006  | Kitt Peak     | Spacewatch          | —         | MPC                           |
| 405788     | 2006 AV64  | 25 dez 2005 | Kitt Peak     | Spacewatch          | —         | MPC                           |
| 405789     | 2006 AP66  | 9 jan 2006  | Kitt Peak     | Spacewatch          | —         | MPC                           |
| 405790     | 2006 AO68  | 5 jan 2006  | Mount Lemmon  | Mount Lemmon Survey | —         | MPC                           |
| 405791     | 2006 AF72  | 6 jan 2006  | Mount Lemmon  | Mount Lemmon Survey | —         | MPC                           |
| 405792     | 2006 AC73  | 7 jan 2006  | Mount Lemmon  | Mount Lemmon Survey | —         | MPC                           |
| 405793     | 2006 AU80  | 7 jan 2006  | Mount Lemmon  | Mount Lemmon Survey | —         | MPC                           |
| 405794     | 2006 AS84  | 6 jan 2006  | Socorro       | LINEAR              | —         | MPC                           |
| 405795     | 2006 AT86  | 7 jan 2006  | Anderson Mesa | LONEOS              | —         | MPC                           |
| 405796     | 2006 AX100 | 9 jan 2006  | Kitt Peak     | Spacewatch          | —         | MPC                           |
| 405797     | 2006 BG1   | 7 jan 2006  | Mount Lemmon  | Mount Lemmon Survey | —         | MPC                           |
| 405798     | 2006 BQ22  | 10 jan 2006 | Mount Lemmon  | Mount Lemmon Survey | Hygiea    | MPC                           |
| 405799     | 2006 BT30  | 20 jan 2006 | Kitt Peak     | Spacewatch          | —         | MPC                           |
| 405800     | 2006 BQ37  | 7 jan 2006  | Mount Lemmon  | Mount Lemmon Survey | —         | MPC                           |

## 405801–405900
| Designação | Designação | Descoberta  | Descoberta   | Descobridor(es)     | Categoria | Mais informações / Referência |
| Permanente | Provisória | Data        | Local        | Descobridor(es)     | Categoria | Mais informações / Referência |
| ---------- | ---------- | ----------- | ------------ | ------------------- | --------- | ----------------------------- |
| 405801     | 2006 BZ38  | 6 nov 2005  | Mount Lemmon | Mount Lemmon Survey | —         | MPC                           |
| 405802     | 2006 BY39  | 20 jan 2006 | Kitt Peak    | Spacewatch          | —         | MPC                           |
| 405803     | 2006 BS46  | 23 jan 2006 | Mount Lemmon | Mount Lemmon Survey | —         | MPC                           |
| 405804     | 2006 BR48  | 25 jan 2006 | Kitt Peak    | Spacewatch          | —         | MPC                           |
| 405805     | 2006 BZ50  | 25 jan 2006 | Catalina     | CSS                 | —         | MPC                           |
| 405806     | 2006 BT53  | 25 jan 2006 | Kitt Peak    | Spacewatch          | —         | MPC                           |
| 405807     | 2006 BQ54  | 25 jan 2006 | Kitt Peak    | Spacewatch          | —         | MPC                           |
| 405808     | 2006 BS57  | 23 jan 2006 | Kitt Peak    | Spacewatch          | —         | MPC                           |
| 405809     | 2006 BZ59  | 25 jan 2006 | Kitt Peak    | Spacewatch          | —         | MPC                           |
| 405810     | 2006 BL71  | 23 jan 2006 | Kitt Peak    | Spacewatch          | —         | MPC                           |
| 405811     | 2006 BQ72  | 23 jan 2006 | Kitt Peak    | Spacewatch          | —         | MPC                           |
| 405812     | 2006 BH75  | 23 jan 2006 | Kitt Peak    | Spacewatch          | —         | MPC                           |
| 405813     | 2006 BC77  | 23 jan 2006 | Mount Lemmon | Mount Lemmon Survey | —         | MPC                           |
| 405814     | 2006 BL83  | 8 jan 2006  | Kitt Peak    | Spacewatch          | —         | MPC                           |
| 405815     | 2006 BN84  | 24 dez 2005 | Kitt Peak    | Spacewatch          | —         | MPC                           |
| 405816     | 2006 BV94  | 26 jan 2006 | Kitt Peak    | Spacewatch          | —         | MPC                           |
| 405817     | 2006 BQ100 | 28 jan 2006 | Catalina     | CSS                 | —         | MPC                           |
| 405818     | 2006 BK101 | 23 jan 2006 | Mount Lemmon | Mount Lemmon Survey | —         | MPC                           |
| 405819     | 2006 BJ102 | 23 jan 2006 | Mount Lemmon | Mount Lemmon Survey | —         | MPC                           |
| 405820     | 2006 BV113 | 25 jan 2006 | Kitt Peak    | Spacewatch          | —         | MPC                           |
| 405821     | 2006 BA114 | 25 jan 2006 | Kitt Peak    | Spacewatch          | —         | MPC                           |
| 405822     | 2006 BV123 | 26 jan 2006 | Kitt Peak    | Spacewatch          | —         | MPC                           |
| 405823     | 2006 BE126 | 26 jan 2006 | Kitt Peak    | Spacewatch          | —         | MPC                           |
| 405824     | 2006 BM136 | 5 dez 2005  | Mount Lemmon | Mount Lemmon Survey | —         | MPC                           |
| 405825     | 2006 BC137 | 25 jan 2006 | Kitt Peak    | Spacewatch          | —         | MPC                           |
| 405826     | 2006 BW137 | 28 jan 2006 | Mount Lemmon | Mount Lemmon Survey | —         | MPC                           |
| 405827     | 2006 BM139 | 28 jan 2006 | Mount Lemmon | Mount Lemmon Survey | —         | MPC                           |
| 405828     | 2006 BX141 | 26 jan 2006 | Kitt Peak    | Spacewatch          | —         | MPC                           |
| 405829     | 2006 BJ143 | 27 jan 2006 | Mount Lemmon | Mount Lemmon Survey | —         | MPC                           |
| 405830     | 2006 BB145 | 9 jan 2006  | Kitt Peak    | Spacewatch          | —         | MPC                           |
| 405831     | 2006 BC152 | 25 jan 2006 | Kitt Peak    | Spacewatch          | Brangane  | MPC                           |
| 405832     | 2006 BW153 | 25 jan 2006 | Kitt Peak    | Spacewatch          | —         | MPC                           |
| 405833     | 2006 BQ158 | 25 dez 2005 | Mount Lemmon | Mount Lemmon Survey | —         | MPC                           |
| 405834     | 2006 BM159 | 26 jan 2006 | Kitt Peak    | Spacewatch          | —         | MPC                           |
| 405835     | 2006 BB179 | 7 jan 2006  | Mount Lemmon | Mount Lemmon Survey | —         | MPC                           |
| 405836     | 2006 BD179 | 27 jan 2006 | Mount Lemmon | Mount Lemmon Survey | —         | MPC                           |
| 405837     | 2006 BV182 | 27 jan 2006 | Mount Lemmon | Mount Lemmon Survey | Brangane  | MPC                           |
| 405838     | 2006 BZ185 | 5 jan 2006  | Mount Lemmon | Mount Lemmon Survey | —         | MPC                           |
| 405839     | 2006 BO199 | 30 jan 2006 | Kitt Peak    | Spacewatch          | —         | MPC                           |
| 405840     | 2006 BP203 | 13 abr 2001 | Kitt Peak    | Spacewatch          | —         | MPC                           |
| 405841     | 2006 BF212 | 31 jan 2006 | Kitt Peak    | Spacewatch          | —         | MPC                           |
| 405842     | 2006 BQ223 | 30 jan 2006 | Kitt Peak    | Spacewatch          | —         | MPC                           |
| 405843     | 2006 BT227 | 26 jan 2006 | Kitt Peak    | Spacewatch          | —         | MPC                           |
| 405844     | 2006 BM229 | 5 dez 2005  | Mount Lemmon | Mount Lemmon Survey | —         | MPC                           |
| 405845     | 2006 BJ230 | 23 jan 2006 | Kitt Peak    | Spacewatch          | —         | MPC                           |
| 405846     | 2006 BS248 | 31 jan 2006 | Kitt Peak    | Spacewatch          | —         | MPC                           |
| 405847     | 2006 BR255 | 31 jan 2006 | Catalina     | CSS                 | —         | MPC                           |
| 405848     | 2006 BQ278 | 26 jan 2006 | Kitt Peak    | Spacewatch          | —         | MPC                           |
| 405849     | 2006 BA280 | 23 jan 2006 | Kitt Peak    | Spacewatch          | —         | MPC                           |
| 405850     | 2006 BN283 | 22 jan 2006 | Mount Lemmon | Mount Lemmon Survey | —         | MPC                           |
| 405851     | 2006 CZ10  | 7 jan 2006  | Mount Lemmon | Mount Lemmon Survey | —         | MPC                           |
| 405852     | 2006 CS12  | 1 fev 2006  | Kitt Peak    | Spacewatch          | —         | MPC                           |
| 405853     | 2006 CA15  | 8 jan 2006  | Mount Lemmon | Mount Lemmon Survey | —         | MPC                           |
| 405854     | 2006 CE58  | 22 jan 2006 | Mount Lemmon | Mount Lemmon Survey | —         | MPC                           |
| 405855     | 2006 CW66  | 4 ago 2003  | Kitt Peak    | Spacewatch          | —         | MPC                           |
| 405856     | 2006 DB10  | 23 jan 2006 | Kitt Peak    | Spacewatch          | —         | MPC                           |
| 405857     | 2006 DA53  | 24 fev 2006 | Kitt Peak    | Spacewatch          | —         | MPC                           |
| 405858     | 2006 DU55  | 24 fev 2006 | Mount Lemmon | Mount Lemmon Survey | —         | MPC                           |
| 405859     | 2006 DP61  | 24 fev 2006 | Mount Lemmon | Mount Lemmon Survey | —         | MPC                           |
| 405860     | 2006 DJ65  | 21 fev 2006 | Catalina     | CSS                 | —         | MPC                           |
| 405861     | 2006 DN80  | 24 fev 2006 | Kitt Peak    | Spacewatch          | —         | MPC                           |
| 405862     | 2006 DJ81  | 24 fev 2006 | Kitt Peak    | Spacewatch          | —         | MPC                           |
| 405863     | 2006 DJ84  | 24 fev 2006 | Kitt Peak    | Spacewatch          | —         | MPC                           |
| 405864     | 2006 DP90  | 24 fev 2006 | Kitt Peak    | Spacewatch          | —         | MPC                           |
| 405865     | 2006 DZ96  | 24 fev 2006 | Mount Lemmon | Mount Lemmon Survey | —         | MPC                           |
| 405866     | 2006 DQ98  | 26 jan 2006 | Kitt Peak    | Spacewatch          | —         | MPC                           |
| 405867     | 2006 DJ111 | 27 fev 2006 | Kitt Peak    | Spacewatch          | —         | MPC                           |
| 405868     | 2006 DO111 | 20 fev 2006 | Kitt Peak    | Spacewatch          | —         | MPC                           |
| 405869     | 2006 DS127 | 23 jan 2006 | Mount Lemmon | Mount Lemmon Survey | —         | MPC                           |
| 405870     | 2006 DL149 | 25 fev 2006 | Kitt Peak    | Spacewatch          | —         | MPC                           |
| 405871     | 2006 DW149 | 25 fev 2006 | Kitt Peak    | Spacewatch          | —         | MPC                           |
| 405872     | 2006 DS176 | 27 fev 2006 | Mount Lemmon | Mount Lemmon Survey | Ursula    | MPC                           |
| 405873     | 2006 DW179 | 27 set 2003 | Kitt Peak    | Spacewatch          | —         | MPC                           |
| 405874     | 2006 DK200 | 24 fev 2006 | Palomar      | NEAT                | —         | MPC                           |
| 405875     | 2006 DN210 | 20 fev 2006 | Kitt Peak    | Spacewatch          | —         | MPC                           |
| 405876     | 2006 DN216 | 20 fev 2006 | Kitt Peak    | Spacewatch          | —         | MPC                           |
| 405877     | 2006 EU3   | 3 out 1997  | Kitt Peak    | Spacewatch          | —         | MPC                           |
| 405878     | 2006 EL5   | 4 fev 2006  | Mount Lemmon | Mount Lemmon Survey | —         | MPC                           |
| 405879     | 2006 EF7   | 2 mar 2006  | Kitt Peak    | Spacewatch          | —         | MPC                           |
| 405880     | 2006 EA14  | 2 mar 2006  | Kitt Peak    | Spacewatch          | —         | MPC                           |
| 405881     | 2006 EO17  | 20 fev 2006 | Kitt Peak    | Spacewatch          | —         | MPC                           |
| 405882     | 2006 EL21  | 30 jan 2006 | Kitt Peak    | Spacewatch          | —         | MPC                           |
| 405883     | 2006 EX21  | 3 mar 2006  | Kitt Peak    | Spacewatch          | —         | MPC                           |
| 405884     | 2006 EN37  | 3 mar 2006  | Kitt Peak    | Spacewatch          | —         | MPC                           |
| 405885     | 2006 EC67  | 8 mar 2006  | Kitt Peak    | Spacewatch          | —         | MPC                           |
| 405886     | 2006 EU67  | 5 jan 2006  | Mount Lemmon | Mount Lemmon Survey | —         | MPC                           |
| 405887     | 2006 FO6   | 23 mar 2006 | Mount Lemmon | Mount Lemmon Survey | —         | MPC                           |
| 405888     | 2006 FB31  | 25 mar 2006 | Kitt Peak    | Spacewatch          | —         | MPC                           |
| 405889     | 2006 FH32  | 25 mar 2006 | Mount Lemmon | Mount Lemmon Survey | —         | MPC                           |
| 405890     | 2006 FQ32  | 25 mar 2006 | Kitt Peak    | Spacewatch          | Mitidika  | MPC                           |
| 405891     | 2006 FS37  | 6 jan 2006  | Mount Lemmon | Mount Lemmon Survey | —         | MPC                           |
| 405892     | 2006 FJ39  | 24 mar 2006 | Kitt Peak    | Spacewatch          | —         | MPC                           |
| 405893     | 2006 GH28  | 2 abr 2006  | Kitt Peak    | Spacewatch          | —         | MPC                           |
| 405894     | 2006 GQ28  | 2 abr 2006  | Kitt Peak    | Spacewatch          | —         | MPC                           |
| 405895     | 2006 GJ40  | 6 abr 2006  | Catalina     | CSS                 | —         | MPC                           |
| 405896     | 2006 HS8   | 4 mar 2006  | Kitt Peak    | Spacewatch          | —         | MPC                           |
| 405897     | 2006 HO16  | 20 abr 2006 | Kitt Peak    | Spacewatch          | —         | MPC                           |
| 405898     | 2006 HO18  | 23 mar 2006 | Mount Lemmon | Mount Lemmon Survey | —         | MPC                           |
| 405899     | 2006 HV18  | 18 abr 2006 | Kitt Peak    | Spacewatch          | —         | MPC                           |
| 405900     | 2006 HK22  | 20 abr 2006 | Kitt Peak    | Spacewatch          | —         | MPC                           |

## 405901–406000
| Designação | Designação | Descoberta  | Descoberta    | Descobridor(es)     | Categoria | Mais informações / Referência |
| Permanente | Provisória | Data        | Local         | Descobridor(es)     | Categoria | Mais informações / Referência |
| ---------- | ---------- | ----------- | ------------- | ------------------- | --------- | ----------------------------- |
| 405901     | 2006 HM36  | 20 abr 2006 | Kitt Peak     | Spacewatch          | —         | MPC                           |
| 405902     | 2006 HM56  | 23 mar 2006 | Kitt Peak     | Spacewatch          | —         | MPC                           |
| 405903     | 2006 HO64  | 24 abr 2006 | Kitt Peak     | Spacewatch          | —         | MPC                           |
| 405904     | 2006 HW71  | 25 abr 2006 | Kitt Peak     | Spacewatch          | —         | MPC                           |
| 405905     | 2006 HG72  | 25 abr 2006 | Kitt Peak     | Spacewatch          | —         | MPC                           |
| 405906     | 2006 HT82  | 26 abr 2006 | Kitt Peak     | Spacewatch          | —         | MPC                           |
| 405907     | 2006 HW98  | 26 abr 2006 | Kitt Peak     | Spacewatch          | —         | MPC                           |
| 405908     | 2006 HH99  | 30 abr 2006 | Kitt Peak     | Spacewatch          | —         | MPC                           |
| 405909     | 2006 HW103 | 9 mar 2005  | Catalina      | CSS                 | —         | MPC                           |
| 405910     | 2006 HC117 | 26 abr 2006 | Mount Lemmon  | Mount Lemmon Survey | —         | MPC                           |
| 405911     | 2006 HU120 | 30 abr 2006 | Kitt Peak     | Spacewatch          | —         | MPC                           |
| 405912     | 2006 HR132 | 26 abr 2006 | Cerro Tololo  | M. W. Buie          | —         | MPC                           |
| 405913     | 2006 JJ11  | 19 abr 2006 | Kitt Peak     | Spacewatch          | —         | MPC                           |
| 405914     | 2006 JX62  | 1 mai 2006  | Kitt Peak     | M. W. Buie          | —         | MPC                           |
| 405915     | 2006 JP70  | 1 mai 2006  | Mauna Kea     | P. A. Wiegert       | —         | MPC                           |
| 405916     | 2006 JG81  | 8 mai 2006  | Mount Lemmon  | Mount Lemmon Survey | —         | MPC                           |
| 405917     | 2006 KO5   | 9 mai 2006  | Mount Lemmon  | Mount Lemmon Survey | —         | MPC                           |
| 405918     | 2006 KN28  | 20 mai 2006 | Kitt Peak     | Spacewatch          | —         | MPC                           |
| 405919     | 2006 KC37  | 21 mai 2006 | Mount Lemmon  | Mount Lemmon Survey | —         | MPC                           |
| 405920     | 2006 KG48  | 21 mai 2006 | Kitt Peak     | Spacewatch          | —         | MPC                           |
| 405921     | 2006 KW50  | 21 mai 2006 | Kitt Peak     | Spacewatch          | Mitidika  | MPC                           |
| 405922     | 2006 KZ53  | 21 mai 2006 | Kitt Peak     | Spacewatch          | —         | MPC                           |
| 405923     | 2006 KQ58  | 22 mai 2006 | Kitt Peak     | Spacewatch          | —         | MPC                           |
| 405924     | 2006 KD68  | 20 mai 2006 | Palomar       | NEAT                | —         | MPC                           |
| 405925     | 2006 KC71  | 22 mai 2006 | Kitt Peak     | Spacewatch          | —         | MPC                           |
| 405926     | 2006 KQ109 | 31 mai 2006 | Mount Lemmon  | Mount Lemmon Survey | —         | MPC                           |
| 405927     | 2006 OR21  | 25 jul 2006 | Mount Lemmon  | Mount Lemmon Survey | —         | MPC                           |
| 405928     | 2006 PO32  | 15 ago 2006 | Palomar       | NEAT                | Juno      | MPC                           |
| 405929     | 2006 QG3   | 17 ago 2006 | Palomar       | NEAT                | —         | MPC                           |
| 405930     | 2006 QL69  | 21 ago 2006 | Kitt Peak     | Spacewatch          | Pallas    | MPC                           |
| 405931     | 2006 QK82  | 25 ago 2006 | Socorro       | LINEAR              | Juno      | MPC                           |
| 405932     | 2006 QR94  | 16 ago 2006 | Palomar       | NEAT                | —         | MPC                           |
| 405933     | 2006 QT185 | 28 ago 2006 | Kitt Peak     | Spacewatch          | —         | MPC                           |
| 405934     | 2006 RM3   | 12 set 2006 | Catalina      | CSS                 | —         | MPC                           |
| 405935     | 2006 RO5   | 14 set 2006 | Catalina      | CSS                 | —         | MPC                           |
| 405936     | 2006 RC28  | 14 set 2006 | Kitt Peak     | Spacewatch          | —         | MPC                           |
| 405937     | 2006 RN33  | 2 set 2006  | Marly         | Naef Obs.           | —         | MPC                           |
| 405938     | 2006 RC43  | 14 set 2006 | Kitt Peak     | Spacewatch          | —         | MPC                           |
| 405939     | 2006 RP48  | 14 set 2006 | Kitt Peak     | Spacewatch          | —         | MPC                           |
| 405940     | 2006 RV50  | 14 set 2006 | Kitt Peak     | Spacewatch          | —         | MPC                           |
| 405941     | 2006 RM53  | 14 set 2006 | Kitt Peak     | Spacewatch          | —         | MPC                           |
| 405942     | 2006 RA54  | 14 set 2006 | Kitt Peak     | Spacewatch          | Meliboea  | MPC                           |
| 405943     | 2006 RU57  | 15 set 2006 | Kitt Peak     | Spacewatch          | Pallas    | MPC                           |
| 405944     | 2006 RH58  | 15 set 2006 | Kitt Peak     | Spacewatch          | —         | MPC                           |
| 405945     | 2006 RF75  | 15 set 2006 | Kitt Peak     | Spacewatch          | —         | MPC                           |
| 405946     | 2006 RL76  | 15 set 2006 | Kitt Peak     | Spacewatch          | —         | MPC                           |
| 405947     | 2006 RO86  | 15 set 2006 | Kitt Peak     | Spacewatch          | —         | MPC                           |
| 405948     | 2006 RD94  | 15 set 2006 | Kitt Peak     | Spacewatch          | —         | MPC                           |
| 405949     | 2006 RM105 | 14 set 2006 | Mauna Kea     | J. Masiero          | —         | MPC                           |
| 405950     | 2006 RM120 | 14 set 2006 | Kitt Peak     | Spacewatch          | —         | MPC                           |
| 405951     | 2006 SD1   | 16 set 2006 | Kitt Peak     | Spacewatch          | —         | MPC                           |
| 405952     | 2006 SK3   | 16 set 2006 | Catalina      | CSS                 | —         | MPC                           |
| 405953     | 2006 SX4   | 16 set 2006 | Palomar       | NEAT                | —         | MPC                           |
| 405954     | 2006 SA5   | 16 set 2006 | Palomar       | NEAT                | —         | MPC                           |
| 405955     | 2006 SR6   | 16 set 2006 | Siding Spring | SSS                 | —         | MPC                           |
| 405956     | 2006 SW11  | 16 set 2006 | Catalina      | CSS                 | —         | MPC                           |
| 405957     | 2006 SP13  | 17 set 2006 | Socorro       | LINEAR              | —         | MPC                           |
| 405958     | 2006 SW13  | 17 set 2006 | Kitt Peak     | Spacewatch          | —         | MPC                           |
| 405959     | 2006 SR34  | 17 set 2006 | Catalina      | CSS                 | —         | MPC                           |
| 405960     | 2006 SE44  | 17 set 2006 | Catalina      | CSS                 | —         | MPC                           |
| 405961     | 2006 SR45  | 18 set 2006 | Catalina      | CSS                 | —         | MPC                           |
| 405962     | 2006 SN56  | 19 set 2006 | Catalina      | CSS                 | —         | MPC                           |
| 405963     | 2006 SZ61  | 18 set 2006 | Catalina      | CSS                 | —         | MPC                           |
| 405964     | 2006 SP65  | 18 set 2006 | Kitt Peak     | Spacewatch          | —         | MPC                           |
| 405965     | 2006 SW71  | 19 set 2006 | Kitt Peak     | Spacewatch          | —         | MPC                           |
| 405966     | 2006 SN76  | 19 set 2006 | Kitt Peak     | Spacewatch          | —         | MPC                           |
| 405967     | 2006 SL83  | 18 set 2006 | Kitt Peak     | Spacewatch          | —         | MPC                           |
| 405968     | 2006 SG85  | 18 set 2006 | Kitt Peak     | Spacewatch          | —         | MPC                           |
| 405969     | 2006 SG103 | 19 set 2006 | Kitt Peak     | Spacewatch          | —         | MPC                           |
| 405970     | 2006 SJ105 | 19 set 2006 | Kitt Peak     | Spacewatch          | —         | MPC                           |
| 405971     | 2006 SZ113 | 23 set 2006 | Kitt Peak     | Spacewatch          | —         | MPC                           |
| 405972     | 2006 SV116 | 24 set 2006 | Kitt Peak     | Spacewatch          | —         | MPC                           |
| 405973     | 2006 SJ123 | 19 set 2006 | Catalina      | CSS                 | —         | MPC                           |
| 405974     | 2006 SC129 | 17 set 2006 | Catalina      | CSS                 | —         | MPC                           |
| 405975     | 2006 SB132 | 16 set 2006 | Catalina      | CSS                 | —         | MPC                           |
| 405976     | 2006 SR147 | 19 set 2006 | Kitt Peak     | Spacewatch          | —         | MPC                           |
| 405977     | 2006 SY152 | 20 set 2006 | Kitt Peak     | Spacewatch          | —         | MPC                           |
| 405978     | 2006 SV153 | 20 set 2006 | Catalina      | CSS                 | —         | MPC                           |
| 405979     | 2006 SU154 | 21 set 2006 | Anderson Mesa | LONEOS              | —         | MPC                           |
| 405980     | 2006 SA156 | 29 ago 2006 | Catalina      | CSS                 | —         | MPC                           |
| 405981     | 2006 SO182 | 25 set 2006 | Mount Lemmon  | Mount Lemmon Survey | —         | MPC                           |
| 405982     | 2006 SV183 | 25 set 2006 | Mount Lemmon  | Mount Lemmon Survey | —         | MPC                           |
| 405983     | 2006 SE208 | 11 set 2006 | Catalina      | CSS                 | —         | MPC                           |
| 405984     | 2006 SH208 | 26 set 2006 | Kitt Peak     | Spacewatch          | —         | MPC                           |
| 405985     | 2006 SM223 | 25 set 2006 | Mount Lemmon  | Mount Lemmon Survey | —         | MPC                           |
| 405986     | 2006 SS242 | 26 set 2006 | Kitt Peak     | Spacewatch          | —         | MPC                           |
| 405987     | 2006 SZ257 | 26 set 2006 | Kitt Peak     | Spacewatch          | —         | MPC                           |
| 405988     | 2006 SE281 | 29 set 2006 | Anderson Mesa | LONEOS              | Phocaea   | MPC                           |
| 405989     | 2006 SH287 | 22 set 2006 | Anderson Mesa | LONEOS              | —         | MPC                           |
| 405990     | 2006 SG294 | 17 set 2006 | Kitt Peak     | Spacewatch          | —         | MPC                           |
| 405991     | 2006 SX309 | 27 set 2006 | Kitt Peak     | Spacewatch          | —         | MPC                           |
| 405992     | 2006 SN310 | 27 set 2006 | Kitt Peak     | Spacewatch          | —         | MPC                           |
| 405993     | 2006 SP318 | 27 set 2006 | Kitt Peak     | Spacewatch          | —         | MPC                           |
| 405994     | 2006 SH333 | 28 set 2006 | Kitt Peak     | Spacewatch          | —         | MPC                           |
| 405995     | 2006 SM335 | 21 jul 2006 | Mount Lemmon  | Mount Lemmon Survey | —         | MPC                           |
| 405996     | 2006 SP343 | 18 set 2006 | Kitt Peak     | Spacewatch          | —         | MPC                           |
| 405997     | 2006 SM345 | 28 set 2006 | Kitt Peak     | Spacewatch          | —         | MPC                           |
| 405998     | 2006 SW350 | 30 set 2006 | Catalina      | CSS                 | Juno      | MPC                           |
| 405999     | 2006 SM353 | 30 set 2006 | Catalina      | CSS                 | Phocaea   | MPC                           |
| 406000     | 2006 SG356 | 30 set 2006 | Catalina      | CSS                 | —         | MPC                           |